# Marbach am Neckar

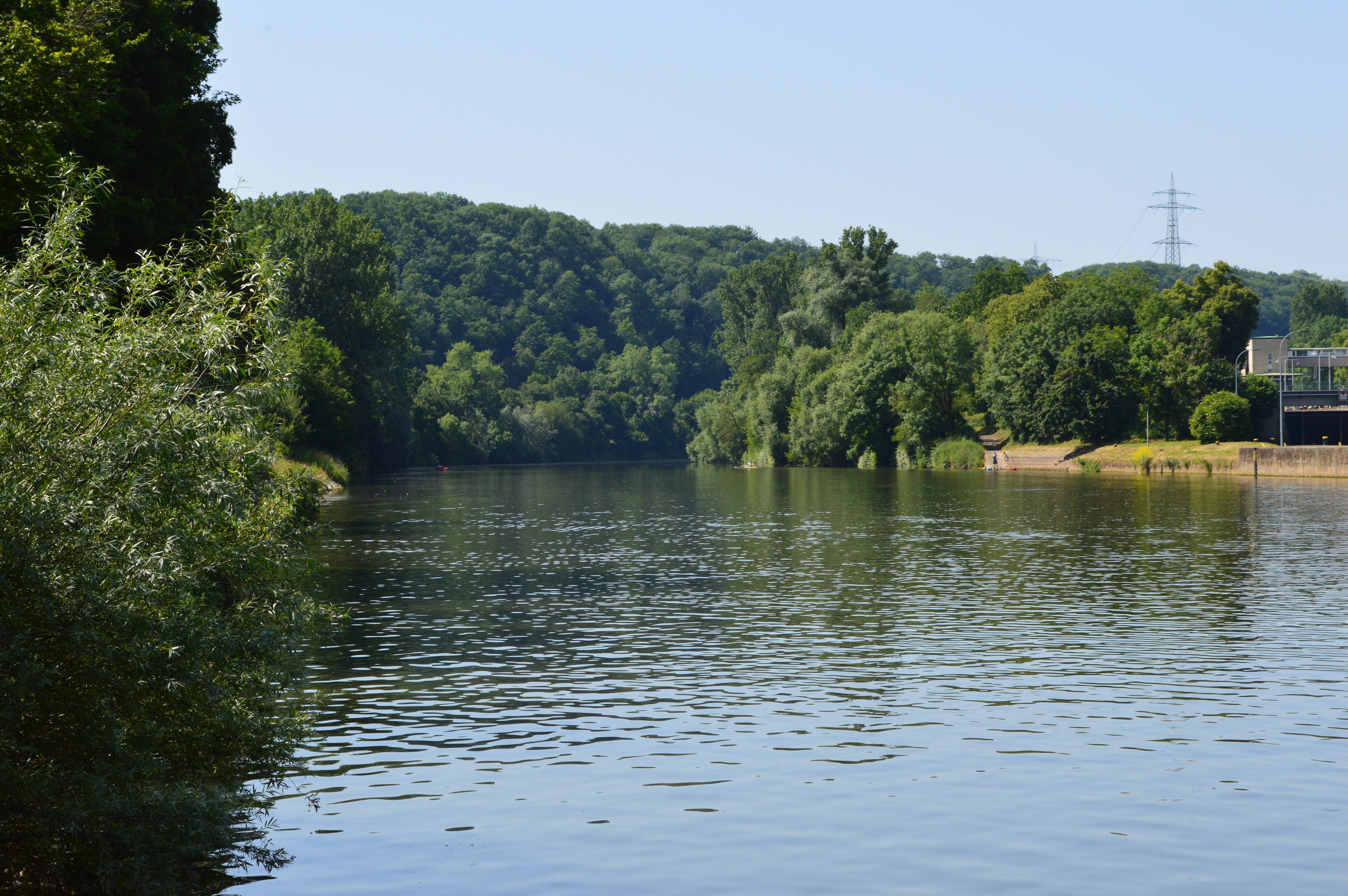
Der Neckar bei der Marbacher Schleuse

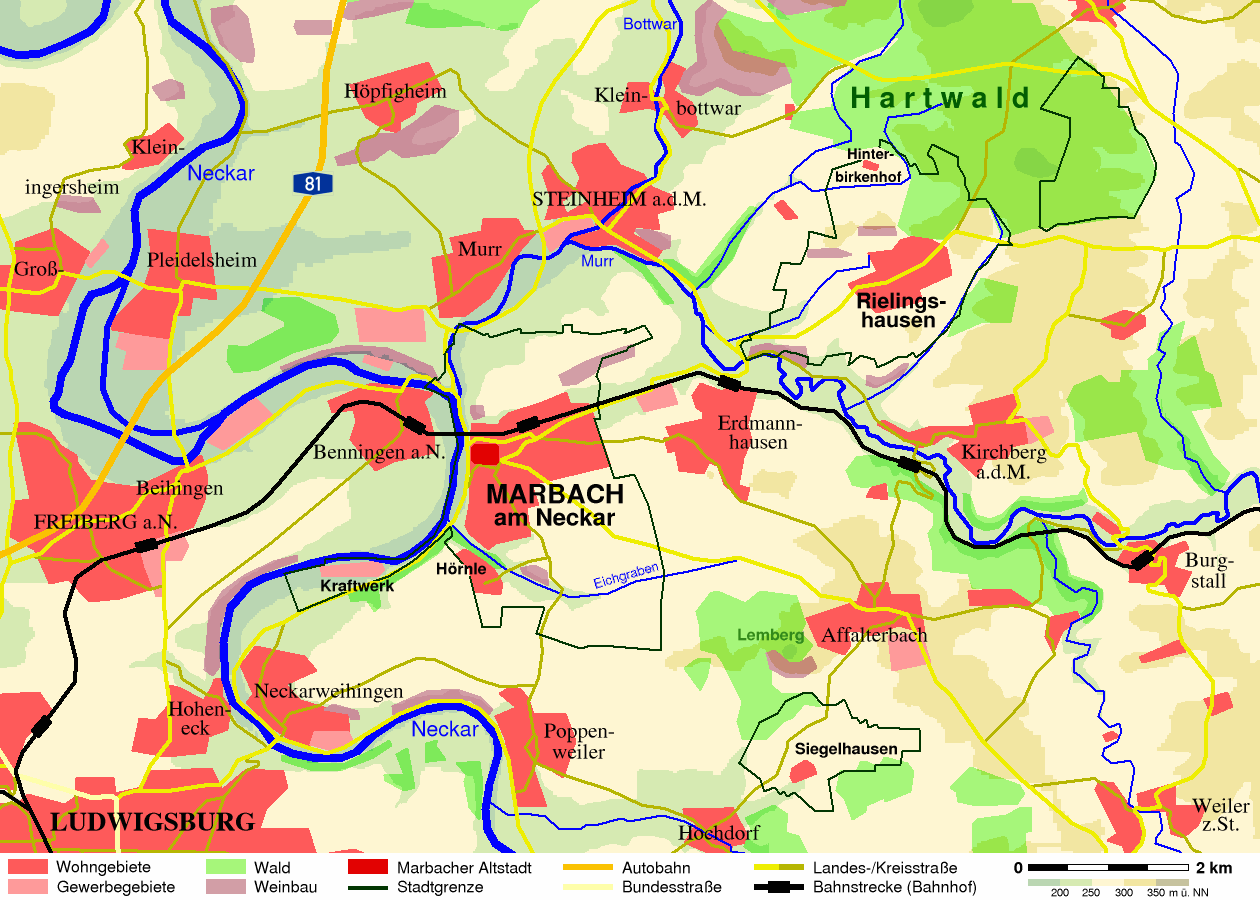
Karte des Stadtgebiets

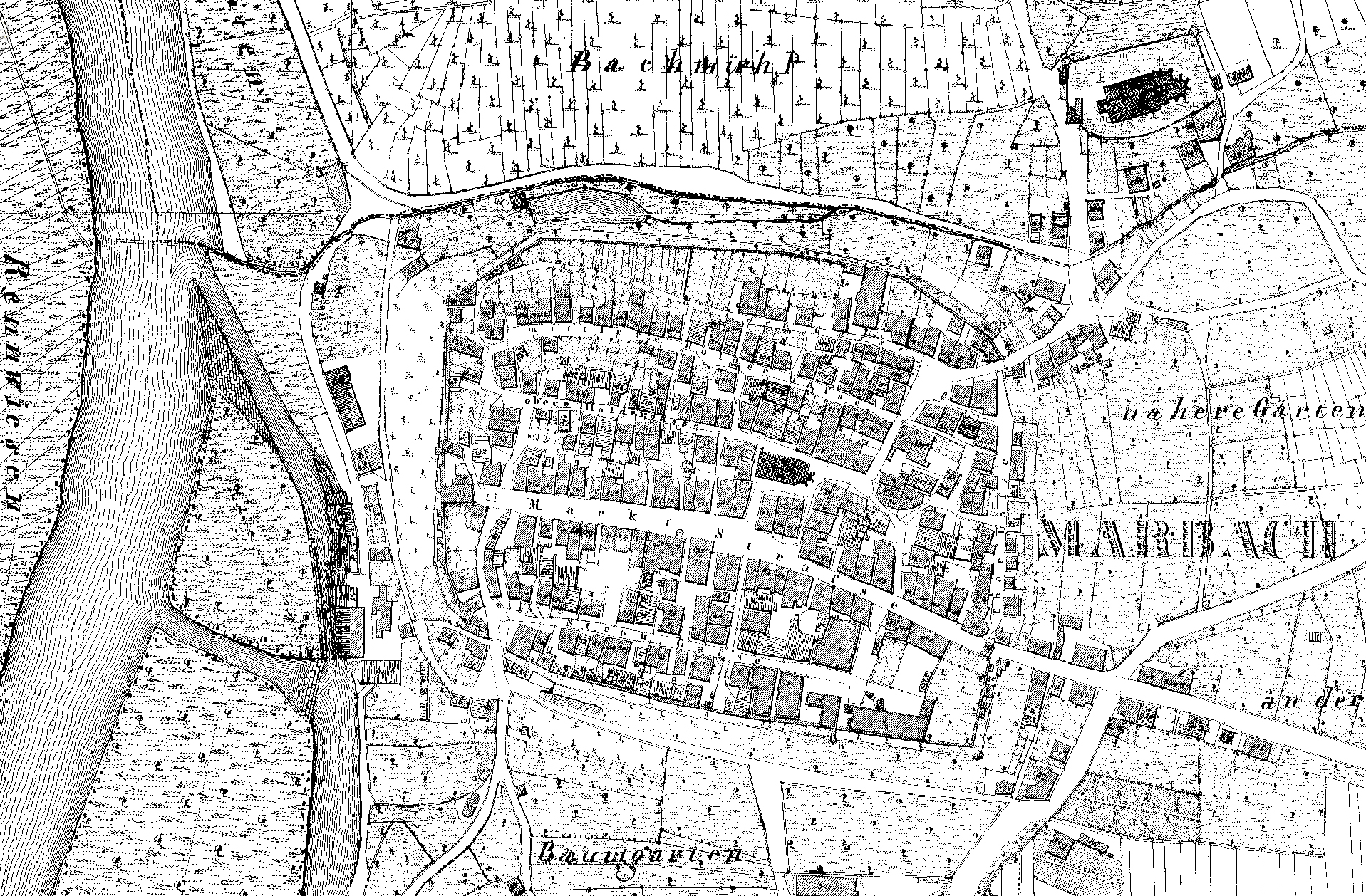
Stadtplan von 1832

Marbach am Neckar ist eine Stadt mit 15.474 Einwohnern (31. Dezember 2024) im Landkreis Ludwigsburg in Baden-Württemberg. Sie liegt etwa 20 Kilometer nördlich der Landeshauptstadt Stuttgart. Marbach am Neckar gehört zur Region Stuttgart und zur europäischen Metropolregion Stuttgart. Marbach ist bekannt als Geburtsstadt Friedrich Schillers, dem sie die seit 2022 offiziell geführte Zusatzbezeichnung Schillerstadt verdankt. Die Stadt ist Sitz des Schiller-Nationalmuseums, des Deutschen Literaturarchivs und des Literaturmuseums der Moderne.

## Geographie

### Geographische Lage
Marbach liegt im Naturraum Neckarbecken am Ostufer einer Schleife des Neckars, dessen Prallhang durch zwei tiefe Einschnitte unterbrochen wird. Der nördliche der beiden Einschnitte wird vom weitgehend verdolten Strenzelbach, der südliche vom Eichgraben durchflossen. Die Marbacher Altstadt liegt auf dem Südhang des Strenzelbachtals, etwa 30 Meter über dem Neckar thronend, während sich die neueren Wohn- und Gewerbegebiete auf die weiter nordöstlich, östlich und südlich gelegenen Hänge verteilen. Noch weiter südlich, durch den Einschnitt des Eichgrabens etwas abgeschieden, liegt das Wohngebiet Hörnle mit etwa 1600 Einwohnern. Die vom Strenzelbach gebildete Furche kürzt eine Schleife der Murr ab, die knapp nördlich der Stadt in den Neckar mündet, und bildet eine für Marbach und Umgebung wichtige Verkehrsachse.

### Ortsteile und Exklaven
Zum Stadtgebiet zählt neben der unmittelbaren Umgebung der Kernstadt ein schmaler Streifen, der sich nach Südwesten am Neckar entlang erstreckt und das Kraftwerk Marbach einbezieht.
Darüber hinaus gehören drei Exklaven zum Stadtgebiet. Zwei davon sind die Ortsteile Rielingshausen und Siegelhausen, die beide räumlich von Marbach getrennt sind. Während das Gebiet der Kernstadt selbst nahezu waldfrei ist, umfasst den größten Anteil der Waldfläche von Marbach die unbewohnte Exklave im Hardtwald nordöstlich vom Ortsteil Rielingshausen, die dem Naturraum Schwäbisch-Fränkische Waldberge zugerechnet wird.
Rielingshausen mit rund 2800 Einwohnern liegt etwa fünf Kilometer nordöstlich von Marbach auf einer Anhöhe zwischen der Murr und dem Hardtwald. Zu dem Ort gehört auch der anderthalb Kilometer weiter nördlich gelegene Weiler Hinterbirkenhof. Die Gemarkung wird durch mehrere Bachtäler gegliedert, die allesamt zur Murr führen. Der Dorfkern liegt in der flachen Mulde des Weidenbachs, während der Kaisersbach eine Vertiefung zwischen Rielingshausen und dem Hinterbirkenhof ausbildet. Die östliche Markungsgrenze bildet der Eichbach, der auf halbem Wege in einer Doline verschwindet. Der Sulzbach durchfließt südöstlich des Orts ein weites Tal. Nachdem er bei der Flurbereinigung in den 1970er Jahren begradigt worden war, wurde er Ende der 1980er Jahre wieder renaturiert. Diese Maßnahme wurde 1991 mit dem Kulturlandschaftspreis des Schwäbischen Heimatbunds ausgezeichnet.
Siegelhausen, ein kleiner Weiler mit etwa 30 Einwohnern, liegt etwa fünf Kilometer südöstlich der Kernstadt abseits der Straße zwischen Affalterbach und Hochdorf im Tal des Strombachs, der auch Apfelbach genannt wird.

### Geologie
Die Flusstäler von Neckar und Murr haben sich in die Schichten des oberen Muschelkalks eingegraben, während die höher gelegenen Flächen vom Letten- und Gipskeuper gebildet werden. In den Seitentälern macht sich der Übergang von den Keuper- zu den Muschelkalkschichten deutlich durch eine Änderung der Talform bemerkbar: Eichgraben, Weidenbach und Eichbach bilden im Oberlauf muldenförmige Täler aus, die im Unterlauf zur Kerbtälern werden. Eine Ausnahme bildet der Sulzbach: Sein Tal markiert, zusammen mit der Strenzelbachfurche auf der anderen Seite der Murr, den Verlauf der so genannten Neckar-Jagst-Furche, einer langgestreckten geologischen Verwerfung, in der die geologischen Schichten abgesenkt sind, so dass der Sulzbach bis zur Mündung in die Murr im Keuper verläuft.

### Flächenaufteilung
Nach Daten des Statistischen Landesamtes, Stand 2020.

### Benachbarte Orte
Auf der westlichen Neckarseite, Marbach schräg gegenüberliegend, ist Benningen am Neckar. Nördliche Nachbarorte sind Murr und Steinheim an der Murr. Östlich der Kernstadt liegt Erdmannhausen, auch zum weiter südöstlich gelegenen Affalterbach führt eine direkte Straße. Im Süden und Südwesten liegen die Ludwigsburger Ortsteile Poppenweiler und Neckarweihingen.
Rielingshausen besitzt direkte Straßenverbindungen nach Erdmannhausen im Südwesten und den Aspacher Ortsteilen Kleinaspach im Norden und Großaspach im Osten. Das westlich gelegene Steinheim sowie Kirchberg an der Murr im Südosten sind nur über indirekte Straßenverbindungen zu erreichen.
Die Nachbarorte Siegelhausens sind Affalterbach im Norden, Hochdorf im Südwesten und Bittenfeld im Südosten.

## Geschichte

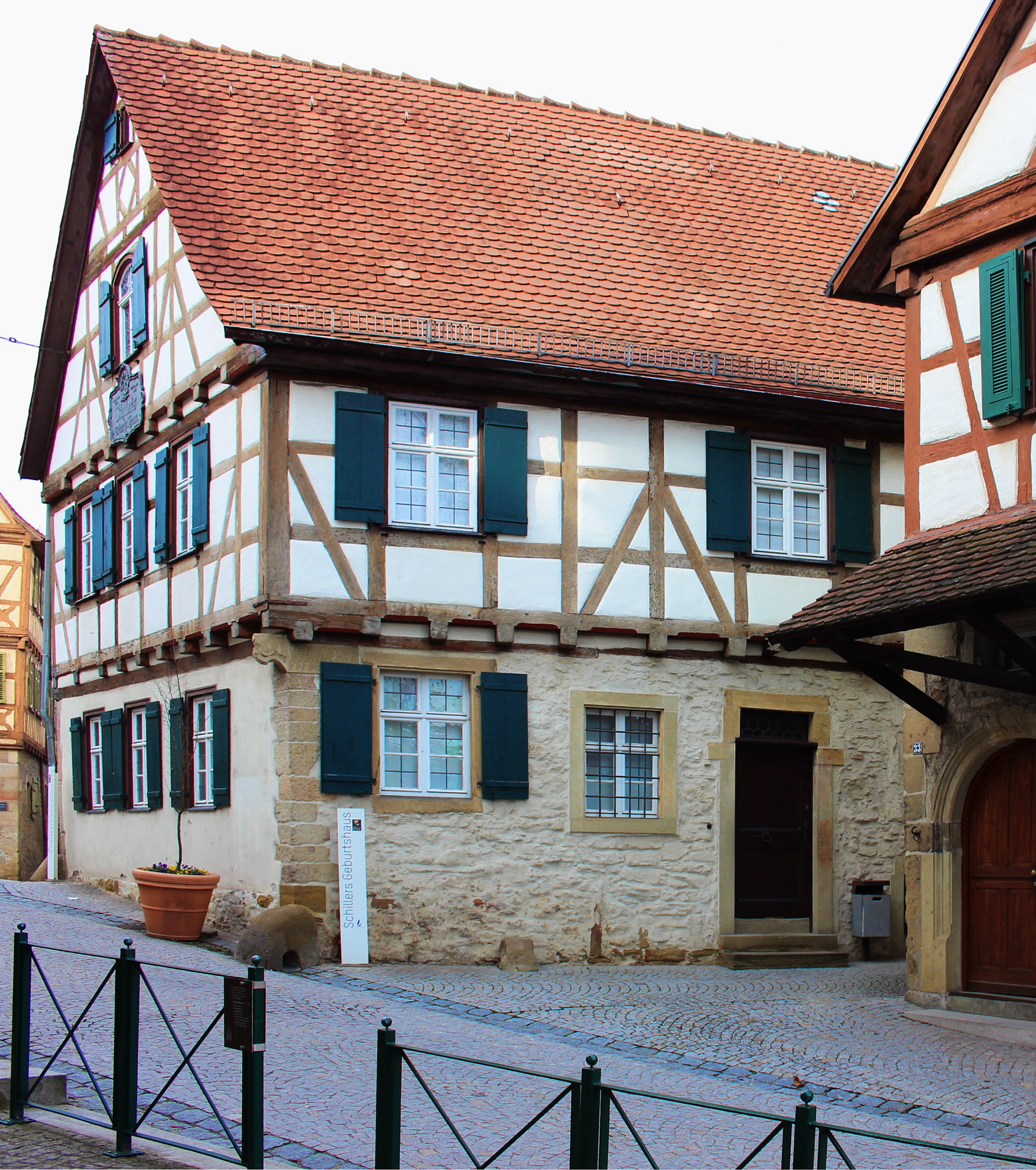
Geburtshaus Friedrich Schillers

Marbach wurde vermutlich als fränkischer Königshof um 700 gegründet. Die erste urkundliche Erwähnung erfolgte 972. Die heutige Altstadt entstand ab dem späten 12. Jahrhundert auf einer Anhöhe südwestlich des älteren Siedlungskerns. Um 1302 geriet Marbach an Württemberg, wurde Sitz eines Amtes (des späteren Oberamts Marbach) und eine der wichtigsten Städte Württembergs, abgesehen von einer kurzen kurpfälzischen Episode im 15. Jahrhundert. Im Pfälzischen Erbfolgekrieg wurde der Ort 1693 von französischen Truppen größtenteils niedergebrannt. Dadurch und durch die Entstehung der Residenzstadt Ludwigsburg verlor Marbach an Bedeutung. 1759 wurde der Dichter Friedrich Schiller in Marbach geboren. Nach seinem Tod entwickelte sich Marbach zu einem Zentrum der Verehrung Schillers, davon zeugen das Geburtshaus, das Schiller-Nationalmuseum, das Deutsche Literaturarchiv sowie das Literaturmuseum der Moderne. 1938 verlor Marbach seine Funktion als Verwaltungssitz, als der Landkreis Marbach aufgelöst wurde. 1972 erfolgte die Eingliederung von Rielingshausen, nachdem sich Siegelhausen schon 1828 der Stadt angeschlossen hatte.

### Vorgeschichte
Ab der Jungsteinzeit ließen sich Menschen im Neckarbecken nieder und begannen mit der Rodung der Urwälder. Reste menschlicher Siedlungen lassen sich auf Marbacher Stadtgebiet seit dem 6. Jahrtausend v. Chr. nachweisen.
Im Jahr 85 n. Chr. wurde der Neckar zur Grenze des Römischen Reichs. Gegenüber der heutigen Stadt Marbach, im heutigen Benningen, wurde ein Kastell erbaut. Mit Hilfe der Dendrochronologie konnte festgestellt werden, dass frühestens 107 n. Chr. (± 10 Jahre) die Hölzer einer Hafenanlage gefällt worden sind. Um 150 n. Chr. wurde auch das Gebiet rechts des Neckars in das Römische Reich einbezogen, die Besatzung des Kastells ins 25 Kilometer weiter östlich gelegene Murrhardt verlegt und eine Römerstraße zwischen Benningen und Murrhardt gebaut. Diese verlief durch die Marbacher Talsenke etwa im Bereich der heutigen Bahnlinie; eine Brücke (nördlich des heutigen Eisenbahnviadukts) führte über den Neckar. In der Umgebung des Kastells entstand eine als vicus murrensis bezeichnete zivile Ansiedlung, von der im Marbacher Gebiet die Überreste mehrerer Gutshöfe ergraben wurden.

### Alemannische und fränkische Zeit
Die alemannische Landnahme wird um das Jahr 260 angenommen. An der Wende vom 5. zum 6. Jahrhundert wurden die Alamannen durch die von Chlodwig I. angeführten Franken unterworfen und nach Süden abgedrängt. Der Norden Baden-Württembergs wurde nun bis in die Gegend um Marbach in das fränkische Siedlungsgebiet einbezogen. Marbach geriet so aufs Neue in die Nähe einer Grenze, die diesmal jedoch in West-Ost-Richtung verlief: entlang von Seltzbach, Murg und Oos über die Höhen des Nordschwarzwalds zum Engelberg, der ebenso wie Asperg, Lemberg und Hagberg offenbar der Grenzsicherung auf fränkischer Seite diente. Der Ortsname von Mar(k)bach soll sich auf diese Mark beziehen.

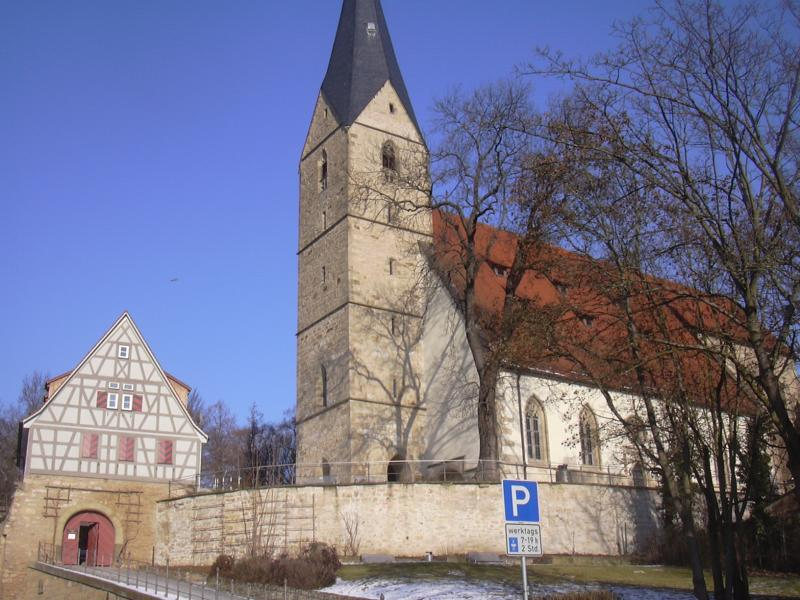
Alexanderkirche

Nachweise für eine dauerhafte Siedlungstätigkeit auf Marbacher Markung bis zum 7. Jahrhundert gibt es nicht, und über die Frühzeit Marbachs liegen keine schriftlichen Quellen vor. Aufgrund archäologischer Befunde und wegen des auf -bach endenden Ortsnamens nimmt man an, dass Marbach um 700 als fränkischer Königshof entstand. Dieser befand sich nördlich des Strenzelbachs (heute verdolt unter der Bottwartalstraße) bei der Alexanderkirche. Demnach wäre die Gründung in Zusammenhang mit dem Wiederaufflammen des alemannisch-fränkischen Konflikts unter Herzog Gotfrid zu sehen: Wegen seiner römerzeitlichen Infrastruktur (Kastell, Straßen, Brücke) bot der Raum Benningen-Marbach ideale Voraussetzungen als fränkische Gegenposition zum alemannischen Herzogssitz bei Cannstatt. Auch Heerstraßen von Worms und in Richtung Bayern führten an dem Königshof vorbei.
Dem vermutlichen Königshof waren die umliegenden, bereits zuvor bestehenden Dörfer untergeordnet. Marbach erlangte somit frühzeitig die Funktion eines Verwaltungsmittelpunkts, die es bis ins 20. Jahrhundert behauptete. Nachdem die Herzogtümer Alemannien (746) und Bayern (788) endgültig in das Frankenreich eingegliedert worden waren, wurde die fränkisch-alamannische „Mark“ hinfällig, blieb jedoch als südliche Diözesangrenze des Bistums Speyer bis zur Reformation erhalten. Der mutmaßliche Königshof verlor an Bedeutung, die Neckarbrücke verfiel und wurde nicht wieder aufgebaut. Besitztümer aus den umliegenden Dörfern wurden nach und nach an das Kloster Lorsch verschenkt.

### Verschiedene Herrschaften vom 10. bis 13. Jahrhundert
Die urkundliche Ersterwähnung von Marcbach erfolgte 972 in einer weiteren Schenkungsurkunde, mit der ein Diakon Wolvald seinen hier gelegenen Hof (curtis) mit allem dazugehörigen Besitz dem (fränkischen) Bistum Speyer übertrug. 1009 bestätigte König Heinrich II. das offenbar bereits bestehende Marktrecht für Marbach und erlaubte die Errichtung einer Münzstätte.
Über die Besitzverhältnisse in den darauffolgenden Jahrhunderten liegen keine schriftlichen Zeugnisse vor. 1282 wurden Marbacher erstmals als „Bürger“ bezeichnet, so dass die Stadtgründung vor diesem Zeitpunkt liegen muss. Nach früherer Auffassung gehörte der Ort schon früh den Grafen von Württemberg und sei von diesen um 1250 zur Stadt ausgebaut worden. Die heutige Stadtgeschichtsschreibung geht davon aus, dass Marbach im Zuge des Investiturstreits um 1100 an die Markgrafen von Baden überging, deren Besitzschwerpunkt zu dieser Zeit an Neckar und Murr lag. Diese legten am Ende des 12. Jahrhunderts eine neue Marktsiedlung mit Herrensitz auf der Anhöhe südlich des Strenzelbachs an, die die Keimzelle der heutigen Stadt bildete.
Mitte des 13. Jahrhunderts zogen sich die badischen Markgrafen aus dem Neckar-Murr-Raum zurück, in dem nun die Grafen Hartmann II. und Hartmann III. von Grüningen eine führende Rolle spielten. Derzeit wurde der Marbacher Herrensitz zur Burg (Burg Marbach) ausgebaut und wohl auch die Stadtgründung initiiert. Nachdem Hartmann III. 1280 ohne männlichen Erben gestorben war, kamen Teile Marbachs als Lehen an Graf Walram I. von Zweibrücken und als Erbgut von Beatrix von Grüningen an ihren Gatten Herzog Hermann I. von Teck. 1302 verkauften die Herzöge von Teck die Stadt aus Geldmangel an den württembergischen Grafen Eberhard den Erlauchten, der bestrebt war, ehemalige Positionen der mit ihm verwandten Grafen von Grüningen wieder in württembergische Hand zu bekommen.

### Unter württembergischer Herrschaft
Graf Eberhard geriet durch seine expansive Politik in Konflikt mit Kaiser Heinrich VII. Im Reichskrieg gegen Württemberg wurde Marbach 1311 zerstört und musste sich der Reichsstadt Esslingen unterwerfen. Bereits 1316 gelang es Eberhard jedoch, seinen Besitz zurückzuerhalten. Burg und Stadt wurden wiederaufgebaut.
Unter württembergischer Herrschaft wurde Marbach Sitz eines Amtes, das 1380 erstmals erwähnt wurde, und war zusammen mit Markgröningen einer der führenden Orte im Neckarbecken. Die Grafen von Württemberg hielten sich oft in Marbach auf, 1405 wurde auf Betreiben des Erzbischofs Johann II. von Mainz in der Stadt der Marbacher Bund geschlossen, eine Allianz südwestdeutscher Fürsten und Reichsstädte gegen König Ruprecht.

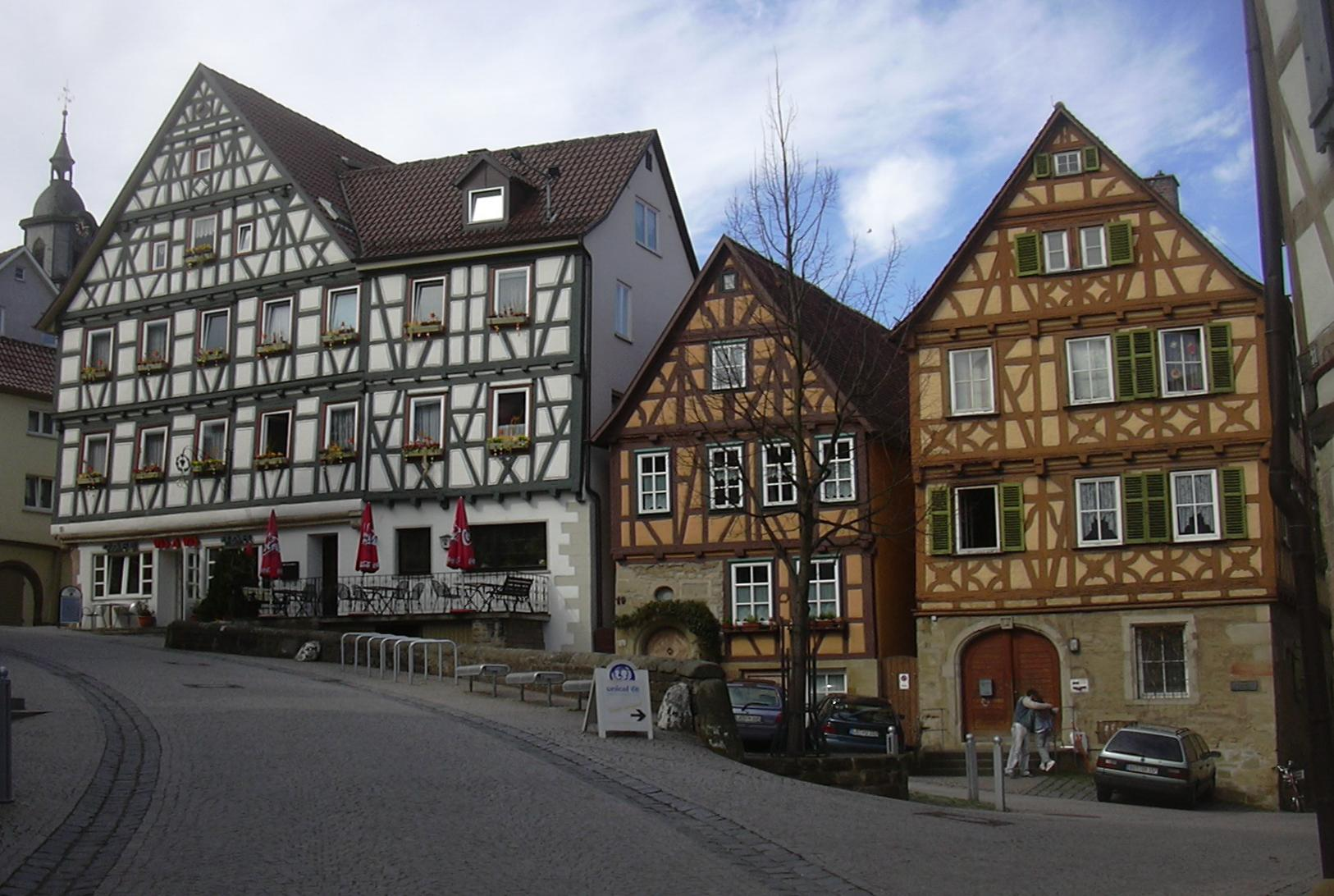
An der Niklastorstraße

Die Stadt war zu dieser Zeit recht wohlhabend, zumal das Handwerk von den Aufträgen des Landesherrn und seiner Hofverwaltung profitierte; daneben waren Ackerbau und Weinbau die Haupterwerbszweige der etwa 1200 Einwohner. Seit 1392 ist eine Lateinschule in Marbach nachgewiesen, auf die das heutige Friedrich-Schiller-Gymnasium zurückgeht. Um 1400 herum wurde die Stadt erweitert, die heutige Mittlere und Untere Holdergasse wurden in die Mauern einbezogen. Die Burg wurde zum Schloss umgebaut und verlor ihren wehrhaften Charakter. Außerhalb der Mauern am Strenzelbach befanden sich die Häuser einiger aufs Wasser angewiesener Handwerker wie der Gerber, auf der anderen Bachseite die separat ummauerte Alexanderkirche, die weiterhin Pfarrkirche war.
Vom Mittelalter bis zum Jahr 1839 war Marbach mit sechs anderen Gemeinden an der gemeinschaftlichen Verwaltung des Hartwalds beteiligt, eines größeren Waldgebiets im Nordosten des Amts. Auf diesen Sachverhalt geht der heutige Gebietsanteil Marbachs im Hartwald zurück.
Bei der vorübergehenden Teilung Württembergs im Nürtinger Vertrag 1442 geriet die Stadt an die Linie Württemberg-Stuttgart unter Graf Ulrich dem Vielgeliebten. Dieser hielt sich oft in Marbach auf und sorgte für den Ausbau von Schloss und Kirche. Als er während der Mainzer Stiftsfehde in pfälzische Gefangenschaft geriet, musste er, um seine Freilassung zu erreichen, 1463 Stadt und Amt Marbach in ein pfälzisches Lehen umwandeln. Erst 1504, durch den Erfolg Herzog Ulrichs im Landshuter Erbfolgekrieg, wurde dies wieder rückgängig gemacht.

### Unruhige Zeit im 16. und 17. Jahrhundert

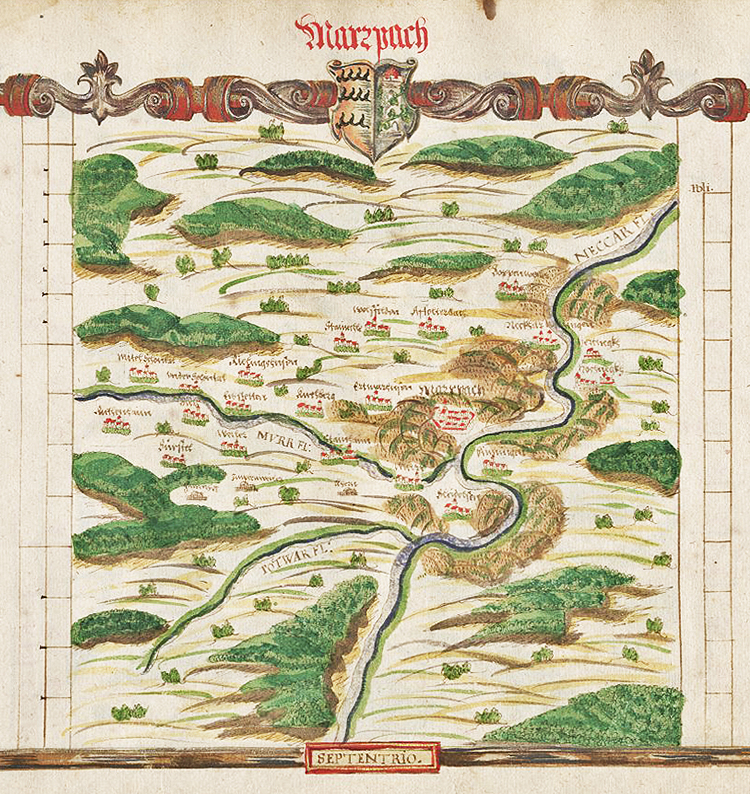
Karte des Amts Marbach 1575

Die Bewegung des Armen Konrads im Jahr 1514 fand auch bei den Bauern im Marbacher Amt Anklang, es kam zu mehreren Protestkundgebungen. Die Vertreter von vierzehn Städten des württembergischen Unterlands versammelten sich in Marbach und verfassten einen Forderungskatalog an den Herzog. Insgesamt verhielten sich die Marbacher aber eher abwartend. Der Marbacher Arzt Doktor Alexander Seitz, der die Sache der Bauern in Wort und Schrift vertreten hatte, musste nach dem Scheitern des Armen Konrads in die Schweiz fliehen.
Im Jahre 1519 wurde Marbach (wie ganz Württemberg) von Truppen des Schwäbischen Bunds besetzt und die Landeshoheit an Kaiser Karl V. übergeben; Marbach wurde somit österreichisch. 1525, im Deutschen Bauernkrieg, verschaffte sich eine Schar Bauern Zutritt in die Stadt. Dem Vogt gelang es jedoch, die Bauern betrunken zu machen und wieder zu vertreiben. Trotzdem wurde die Stadt nach der Niederschlagung des Aufstands mit einem Strafgeld belegt, da sich auch Marbacher am Aufruhr beteiligt hatten. Als Herzog Ulrich 1534 die Herrschaft über Württemberg zurück erlangte, führte er die Reformation ein. In der Folge löste die Stadtkirche die Alexanderkirche als Pfarrkirche ab.
1546, im Schmalkaldischen Krieg, wurde Marbach durch kaiserlich-spanische Truppen besetzt, die mordend und plündernd in der Stadt wüteten. Da in der Folge weitere Truppendurchzüge stattfanden und Marbach sich noch an der hohen Kriegsentschädigung beteiligen musste, die Herzog Ulrich an den Kaiser zu entrichten hatte, waren die Stadtfinanzen anschließend zerrüttet.
Ab 1579 führte Simon Studion, der Präzeptor der Marbacher Lateinschule, archäologische Ausgrabungen durch und entdeckte das römische Kastell in Benningen wieder. Gerade in den Zeiten der Renaissance und der damit einhergehenden Wiederbesinnung auf die Antike beflügelte dies den Glauben, Marbach sei schon in römischer Zeit entstanden und sein Name von den römischen Göttern Mars und Bacchus abgeleitet (siehe auch Abschnitt Wappen und Flagge).

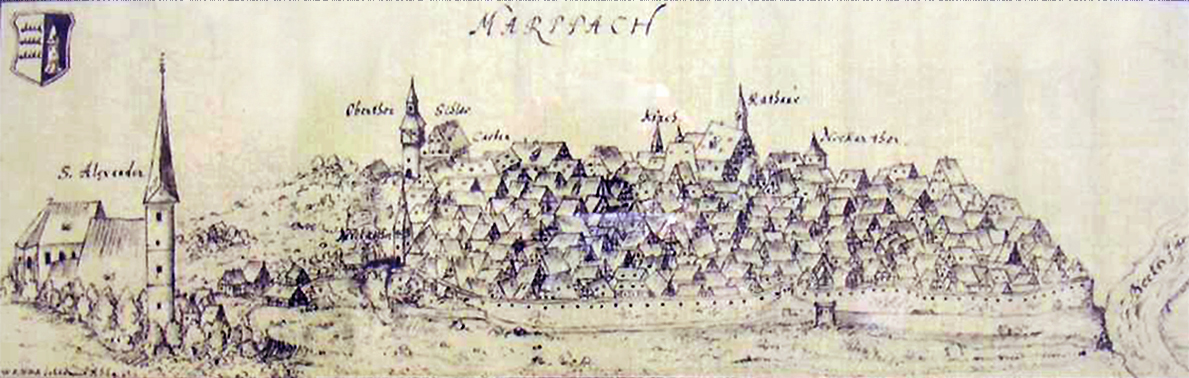
Marbach 1664

Der Dreißigjährige Krieg von 1618 bis 1648 machte Marbach und Umgebung schwer zu schaffen. Bereits in der ersten Kriegshälfte verursachten Truppeneinquartierungen hohe Kosten, hinzu kamen Krankheiten und 1626 eine Hungersnot infolge einer Missernte. Nach der Niederlage der protestantischen Seite in der Schlacht bei Nördlingen 1634 besetzten kaiserliche Truppen Württemberg und machten das Land unsicher. Die Bewohner der umliegenden Dörfer flohen zum großen Teil hinter die Marbacher Stadtmauern, die jedoch nur bedingt Sicherheit boten. Marbach wurde erneut durch Einquartierungen von Truppen belastet, die Stadt und Bewohner nach Belieben ausplünderten. 1634 brannten in Marbach 80 Häuser nieder, 1635/36 kamen eine erneute Pestepidemie und Hungersnot hinzu. Von 1634 bis 1639 sank die Einwohnerzahl der Stadt von 1765 auf 863, die des Amts von 1622 bis 1639 von 17.694 auf 2271, also auf ein Achtel. Nach einer Periode der relativen Ruhe von 1639 bis 1642 wurden Stadt und Umgebung 1642 noch einmal durch französisch-schwedische Truppen geplündert und gebrandschatzt, weitere Truppendurchzüge folgten bis 1646. Nach dem Krieg kamen Einwanderer ins Land, hauptsächlich Schweizer, was den Bevölkerungsverlust aber nur ansatzweise wieder auszugleichen vermochte.

### Zerstörung und Bedeutungsverlust
Noch bevor sich Stadt und Amt von den Folgen des Dreißigjährigen Kriegs erholt hatten, bekamen sie den Pfälzischen Erbfolgekrieg zu spüren. 1688 drangen französische Truppen in die Stadt ein und plünderten sie zwei Tage lang. Danach musste Marbach vorübergehend Reichstruppen in seinen Mauern beherbergen und verpflegen. Als sich französische Truppen unter Mélac Ende Juli 1693 erneut der Stadt näherten, flüchteten viele Bewohner. Die Franzosen rückten in die nunmehr unverteidigte Stadt ein, plünderten, misshandelten und ermordeten die noch nicht geflohenen Bewohner. Anschließend wurde Marbach planmäßig angezündet und nahezu vollständig verbrannt. Lediglich die Alexanderkirche und wenige andere, meist außerhalb der Mauern gelegene Gebäude überstanden die Zerstörung. Einige der Geflohenen kehrten nicht wieder nach Marbach zurück, von den übrigen überlebten etliche den darauffolgenden Winter nicht, da neben den Häusern auch die Vorräte vernichtet worden waren. Nach 1478 Einwohnern im Jahr 1692 wurden 1695 nur noch 609 gezählt.
Der Wiederaufbau, der das heutige Erscheinungsbild der Altstadt bestimmt, zog sich über die nächsten zehn bis fünfzehn Jahre hin. Ab 1709 wuchs die südwestlich gelegene, neu gegründete Stadt (ab 1718) Ludwigsburg zum neuen Zentrum der Umgebung heran. Der Schlossbau war bereits 1704 begonnen worden. Marbach musste eine Verringerung seines Amtsbezirks hinnehmen, verlor zentrale Funktionen und an Bedeutung. Zu allem Überfluss musste es seine Konkurrenz auch noch durch Materiallieferungen und Frondienste aufbauen helfen. Für ein eigenes Rathaus war in Marbach erst 1763 wieder Geld vorhanden, das herzogliche Schloss hingegen wurde nicht wieder aufgebaut.

### Übergangszeit im 18. und 19. Jahrhundert
1759 wurde Friedrich Schiller in Marbach geboren. Der Dichter, der im 19. Jahrhundert Gegenstand nahezu kultischer Verehrung wurde, brachte seinem Geburtsort posthum weitreichende Bekanntheit und wurde bestimmend für das Selbstverständnis der Stadt (siehe Abschnitt Schillerstadt Marbach).
Mit der Kommunordnung 1758 erhielten die bisherigen Ämter die Bezeichnung Oberamt, so auch das Oberamt Marbach (1934 Umbenennung in Landkreise). Dieses blieb bei der Neuordnung Württembergs 1806 (fortan als Königreich) bestehen und wurde 1810 und 1812 nach Norden durch die Ämter Bottwar und Beilstein vergrößert. 1816/17 kam es infolge einer Missernte im Jahr ohne Sommer zu einer Hungersnot. Diese sowie religiöse Spannungen zwischen der Landeskirche und den Pietisten führten zu Auswanderungen nach Russland.
Um diese Zeit herum wuchs die Stadt erstmals über ihren mittelalterlichen Kern hinaus, eine Vorstadt im Bereich des Oberen Tors entstand. 1828 wurde die bis dahin selbständige Gemeinde Siegelhausen nach Marbach eingemeindet. Eine weitere Hungersnot 1846/47 führte zu erneuten Auswanderungen, nun verstärkt nach Amerika. Durch die Auswanderungen sank die Einwohnerzahl Marbachs von 1846 bis 1861 um über zehn Prozent auf etwa 2200. Im Revolutionsjahr 1848 wurde auf Veranlassung der Frankfurter Nationalversammlung eine Bürgerwehr gegründet, die aber nie in Kämpfe verwickelt wurde. 1871 wurde Württemberg und damit auch Marbach Bestandteil des Deutschen Reichs.

### Vom Kaiserreich bis zum Zweiten Weltkrieg

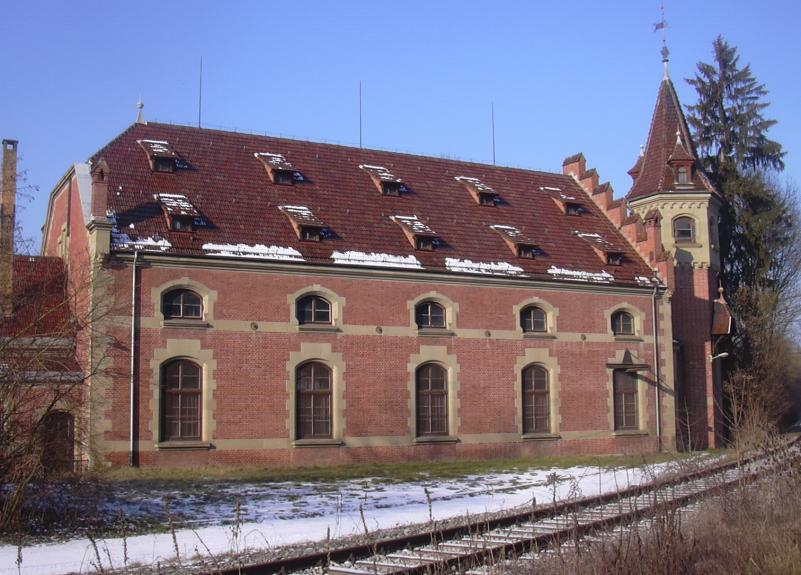
Marbacher Wasserkraftwerk

Seit der Gründung von Ludwigsburg liefen die großen Verkehrsverbindungen an Marbach vorbei. Auch für die ab 1844 im Bau befindliche Württembergische Eisenbahn waren andere Zentrallinien vorgesehen. So erhielt die Stadt erst relativ spät, nämlich 1879, einen Bahnhof an einer Nebenlinie der Murrbahn zwischen Backnang und Bietigheim, ab 1881 auch eine direkte Verbindung nach Ludwigsburg. 1894 wurde Marbach außerdem Ausgangspunkt der Bottwartalbahn nach Heilbronn. Der Bahnhof wurde nordöstlich und außerhalb der Stadt angelegt und zog kleinere Fabriken an, darunter mehrere Möbelfabriken und zeitweise eine Schuhfabrik. Zu einem ausgesprochenen Industriestandort entwickelte sich Marbach jedoch nicht, um die Jahrhundertwende teilte sich die Anzahl der Beschäftigten etwa gleichmäßig auf Arbeiterschaft, Landwirtschaft/Weinbau und Gewerbe/Handel auf. Die neuen Betriebe sorgten für ein Anwachsen der Bevölkerung, was neue Versorgungseinrichtungen notwendig machte. 1896 entstand ein Wasserwerk, 1906 erhielt Marbach erstmals elektrischen Strom (siehe Abschnitt Kraftwerk Marbach).
Im Ersten Weltkrieg hatte die Stadt 132 Gefallene zu beklagen. Der Übergang in die Weimarer Republik vollzog sich ohne großes Aufsehen, die Gemeinderatswahlen sahen die SPD, die DDP und die konservativen württembergischen Parteien etwa gleichauf.
Von 1919 bis 1933 erhöhte sich die Einwohnerzahl von etwa 2900 auf 3500. Es entstanden neue Wohnungen im Osten der Stadt bis etwa zur Schwabstraße, auch nördlich der Bahnlinie wurde vermehrt gebaut. 1928 wurde eine Gasversorgung eingerichtet. In der Weltwirtschaftskrise schlossen mehrere Marbacher Firmen ihren Betrieb, es kam zu hoher Arbeitslosigkeit. 1931 errangen Kommunisten und Nationalsozialisten erstmals je einen Sitz im Gemeinderat.
Bei der Reichstagswahl März 1933 erreichten die Nationalsozialisten in Marbach 41,5 % der Stimmen. Nach der Annahme des Ermächtigungsgesetzes wurden in Marbach der Gemeinderat gleichgeschaltet und die Organisationen der Arbeiterbewegung verboten; einige Marbacher Kommunisten und Sozialdemokraten wurden ins KZ Heuberg gebracht.
Bei der Verwaltungsreform während der NS-Zeit in Württemberg 1938 wurde das Oberamt Marbach aufgelöst. Marbach verlor seine Funktion als Verwaltungssitz und geriet an den Landkreis Ludwigsburg. Um die gleiche Zeit musste infolge der Neckar-Kanalisierung das bei Marbach befindliche Wasserkraftwerk durch einen Neubau weiter flussaufwärts ersetzt werden. Das Kraftwerksgelände wurde (als Entschädigung für den Verlust des Oberamts) von der Neckarweihinger Markung abgetrennt und Marbach zugeteilt.
Im Zweiten Weltkrieg wuchs Marbachs Bevölkerung durch die wiederholte Aufnahme Evakuierter oder Luftkriegsgeschädigter aus der größeren Umgebung an; zudem wurden polnische und französische Kriegsgefangene in Betrieben und Landwirtschaft eingesetzt. An der Stadt selbst ging der Krieg ohne größere Zerstörungen vorbei, jedoch sprengten deutsche Truppen kurz vor Kriegsende mehrere Brücken, darunter das Eisenbahnviadukt. Ende April 1945 wurde Marbach von amerikanischen Truppen besetzt und wurde Teil der Amerikanischen Besatzungszone.

### Jüngere Geschichte
Nach dem Krieg gehörte Marbach zunächst dem Land Württemberg-Baden an, das 1952 in Baden-Württemberg aufging. Die Bevölkerung wuchs durch den Zuzug von 1850 Heimatvertriebenen weiter an. Um dieser Lage gerecht zu werden, entstanden nach 1950 weitere Siedlungen nördlich und südlich der Erdmannhäuser Straße. Auch die zuvor mehrmals aufgeschobene Kanalisation wurde verwirklicht.
Ab 1957 entstand südlich der Stadt die Siedlung Hörnle für bis zu 2000 Menschen, in der hauptsächlich Heimatvertriebene, aber auch junge Familien Wohnungen fanden. Der nahe der Siedlung gelegene Makenhof, der zusammen mit dem Kraftwerksgelände an Marbach gekommen war, wurde jedoch wieder an Neckarweihingen zurückgegeben.
Am 24. Mai 1965 besuchte die britische Königin Elisabeth II. Marbach. Hinterher wurde kolportiert, sie habe in Wirklichkeit nicht die Stadt, sondern das Haupt- und Landgestüt Marbach auf der Schwäbischen Alb sehen wollen. Obwohl die Anekdote von zwei Berliner Journalisten erfunden wurde, wird sie oft weitererzählt.
Am 1. Juli 1972 wurde Rielingshausen anlässlich der Gemeindereform in Baden-Württemberg eingegliedert. Wie die Siegelhäuser ist auch die Rielingshäuser Markung vollständig von der Marbachs getrennt. Die Hoffnungen der Stadt, unter Einbeziehung weiterer Nachbarorte eine Großgemeinde bilden zu können, zerschlugen sich aber. Es wurde lediglich ein Gemeindeverwaltungsverband gegründet, der neben Marbach noch Benningen, Affalterbach und Erdmannhausen umfasst.
1980 wurde die Stadt an das Stuttgarter S-Bahn-Netz angeschlossen. 1989 wurde die Bottwartalbahn stillgelegt, ihre Gleise wurden bis auf eine Spitzkehre zum Kraftwerksgelände abgebaut.
Die erhöhte Mobilität in der Bevölkerung bewirkte, dass Marbach sich zu einer beliebten Wohngemeinde im Stuttgarter Umland entwickelte. Wiederholt wurden Neubaugebiete ausgewiesen und bebaut, so dass sich die Einwohnerzahl von 12.000 im Jahr 1980 auf über 15.000 im Jahr 2005 erhöhte; das jüngste Neubaugebiet ist Kirchenweinberg Nord oberhalb der Eisenbahnstrecke. Am 30. Juni 2015 hatte Marbach 15.612 Einwohner.
2000 wurde das Marbacher Jugend-Kultur-Haus planet-x mit seiner pädagogischen Konzeption als bundesweit einziges Jugendhaus aufgrund seiner vielfältigen Partizipationsmöglichkeiten Projekt bei der Weltausstellung Expo 2000 in Hannover.

### Schillerstadt Marbach
1759 wurde Friedrich Schiller als Sohn eines (Handwerk-)Arztes (Feldscher) in Marbach geboren, zog jedoch bereits im Alter von vier Jahren Anfang 1764 fort. Trotz dieser eher marginalen Beziehung wurde die Stadt nach seinem Tod im Jahr 1805 nach und nach zu einem Zentrum der Verehrung des Dichters. 1812 stellte man nachträglich Schillers Geburtshaus fest und brachte eine Gedenktafel an. Wenig später kamen die ersten Auswärtigen nach Marbach, um das Haus zu sehen.

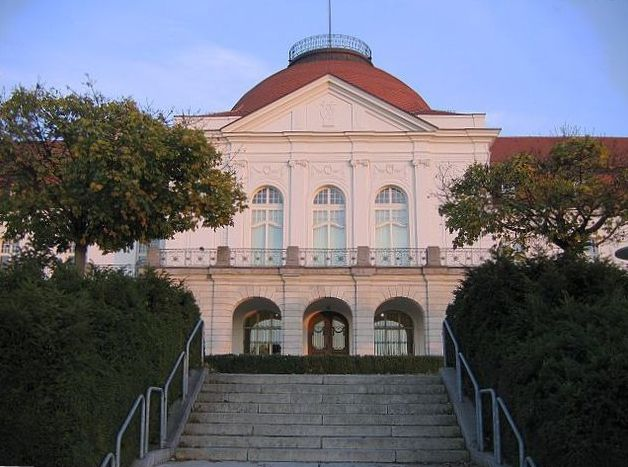
Schiller-Nationalmuseum

1835 wurde der Vorläufer der heutigen Deutschen Schillergesellschaft unter dem Namen Verein für Schillers Denkmal (später Marbacher Schillerverein) gegründet. 1836 bis 1840 wurde die Schillerhöhe südlich der Stadt als Festplatz angelegt. 1857 erwarb die Stadt das Geburtshaus, wo zwei Jahre später, zum 100. Geburtstag, ein Museum eingeweiht wurde. 1876 wurde das Schillerdenkmal von Ernst Rau auf der Schillerhöhe eingeweiht, 1903 am Rande des Platzes das Schiller-Nationalmuseum eröffnet.
Seit 1859 veranstalten die Schulen jährliche Schillerfeiern, die jeweils am 10. November, dem Geburtstag des Dichters, abgehalten werden. Die runden Jubiläen des Geburts- und Todestages werden mit speziellen Gedenkveranstaltungen begangen.
1934 veranstalteten die Nationalsozialisten eine Schillerhuldigung der deutschen Jugend, bei der aus fünf Richtungen von den Reichsgrenzen aus in Staffelläufen Grußbotschaften und Fackeln nach Marbach überbracht wurden. Auch die jährlichen Schillerfeiern dienten zeitweise Propagandazwecken, später änderten die Machthaber aber ihre Meinung und verboten die Aufführung von Stücken wie Wilhelm Tell, da ihnen deren Inhalte (Tyrannenmord) nunmehr gefährlich erschienen.

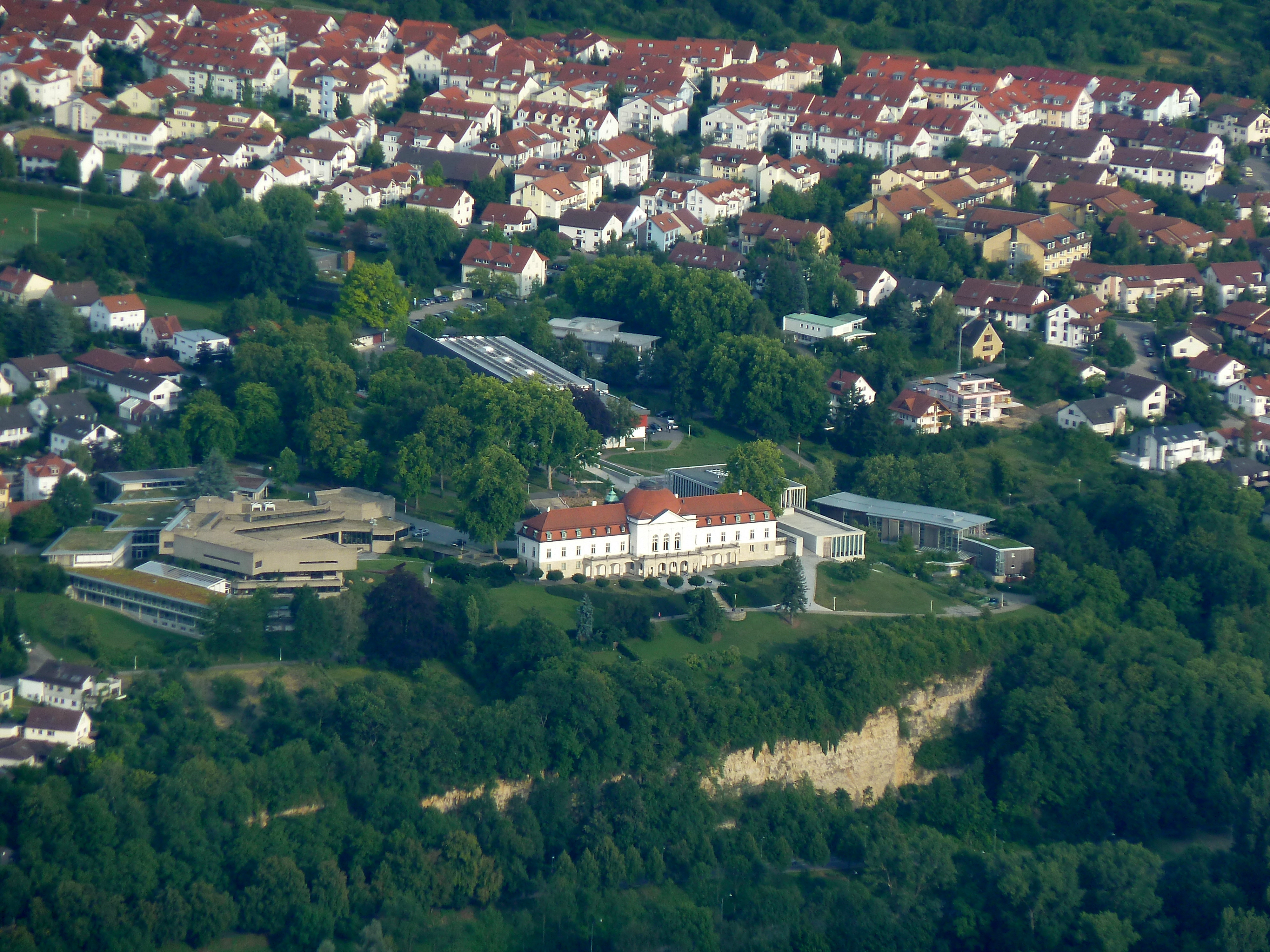
Deutsches Literaturarchiv Marbach, Schiller-Nationalmuseum und Literaturmuseum der Moderne (v. l. n. r.)

Nach der Eröffnung des Deutschen Literaturarchivs Marbach im Jahr 1955 stiftete die Stadt 1959 den Schillerpreis der Stadt Marbach am Neckar, der seitdem alle zwei Jahre verliehen wird.
Schiller ist eine wesentliche Identifikationsfigur für Marbach, was nicht nur von lokalpatriotischer, sondern auch touristischer Bedeutung ist. Zahlreiche Einrichtungen sind nach dem Dichter benannt, so das örtliche Gymnasium und die Volkshochschule, und der Ort selbst bezeichnet sich als „Schillerstadt“, was bis 2022 ein selbstgewählter und nicht von der Landesregierung verliehener Titel war. Seit dem 1. Januar 2022 darf Marbach offiziell die Zusatzbezeichnung „Schillerstadt“ führen, die aber nicht Teil des amtlichen Gemeindenamens ist.
Seit 1998 werden die alljährlichen Schillerfeiern im vergrößerten Rahmen als Schillerwoche abgehalten. Das Jahr 2005 wurde im Gedenken an den 200. Todestag Schillers als „Schillerjahr“ mit einer Fülle von besonderen Programmen und Veranstaltungen begangen. Auch zum Schillerjahr 2009, zum 250. Geburtstag, wurden besondere Veranstaltungen unter dem Leitmotiv „Marbach… frei nach Schiller“ durchgeführt, unter anderem die Ausstellung „Autopsie Schiller“, bei der zahlreiche persönliche Gegenstände des Dichters ausgestellt waren.
Im Januar 2022 wurde der Stadt durch den baden-württembergischen Innenminister Thomas Strobl die Zusatzbezeichnung „Schillerstadt“ auch offiziell verliehen. Sie wurde damit zu einem von insgesamt 23 Städten und Ortschaften mit Zusatzbezeichnung in Baden-Württemberg, die seit einer Änderung der Gemeindeordnung aus dem Jahr 2020 vergeben werden können.

## Religionen
In Marbach gibt es drei evangelisch-lutherische Pfarrämter (Mitte, Ost, West), die aber alle der Kirchengemeinde Marbach zugeordnet sind. Die Stadt ist Sitz des Kirchenbezirks Marbach der Evangelischen Landeskirche in Württemberg, die in Marbach auch eine diakonische Bezirksstelle betreibt. Rielingshausen hat eine eigene evangelische Kirchengemeinde.
Die evangelisch-methodistische Gemeinde Marbach begeht ihre Gottesdienste in der Erlöserkirche, die katholische Gemeinde in der Kirche Zur heiligen Familie. Letztere gehört zum Dekanat Ludwigsburg innerhalb der Diözese Rottenburg-Stuttgart. Weitere in Marbach organisierte Glaubensgemeinschaften sind die Neuapostolische Kirche Marbach mit Gemeindemitgliedern aus Marbach, Benningen und Affalterbach, sowie die Zeugen Jehovas mit zwei Versammlungen in Marbach.
In seiner Geschichte gehörte Marbach wie der Rest des Murrgaus zunächst dem Bistum Worms an. 740 wurde die Gegend dem Bistum Würzburg zugeordnet, bevor sie im 9. Jahrhundert zum Bistum Speyer kam, bei dem sie bis zur Reformation verblieb und innerhalb dessen Marbach Sitz eines Landkapitels war. Die außerhalb der Stadtmauern gelegene und auf dem Grund des einstmaligen Königshofs errichtete Alexanderkirche war mindestens bis zur Reformation Pfarrkirche der Stadt. Mit Reliquien des heiligen Alexander ausgestattet, war sie auch Ziel von Wallfahrten.

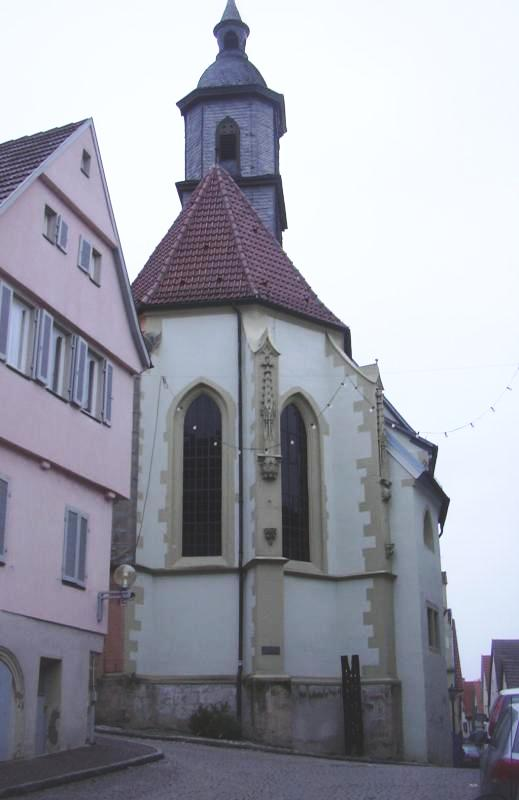
Stadtkirche

Herzog Ulrich ließ 1534 in Württemberg die Reformation einführen, die im Unterland durch den Theologen Erhard Schnepf durchgeführt wurde. Bis spätestens 1602 wurde die Stadtkirche zur Pfarrkirche. Die Reformation führte ferner zum Verschwinden der Beginen, die zuvor zwei Jahrhunderte lang in Marbach präsent waren. 1547 wurde die evangelische Kirche in Württemberg neu geordnet, wobei Marbach Sitz eines von 23 Dekanaten wurde. Dieses für die Ämter Marbach, Großbottwar und Beilstein zuständige Dekanat war dem Generalat Lorch untergeordnet; nach der Neuordnung Württembergs 1810 gehörte es zum Generalat Heilbronn.
Als Folge der Reformation ist die Bevölkerung Marbachs noch mehrheitlich evangelisch, 1871 waren es gar noch 99 %. Daneben gab es immer wieder kleinere Religionsgemeinschaften, die von der Obrigkeit meist nicht gerne gesehen wurden. Von der Reformationszeit bis etwa 1560 gab es in Marbach einige Täufer, die teilweise auch in Siegelhausen ihre Treffen abhielten. 1692 wurden in der Stadt elf Katholiken und sechs Calvinisten gezählt. Im 18. Jahrhundert gewannen die Pietisten einige Anhänger. Anfang des 19. Jahrhunderts verschärfte sich in Württemberg der Konflikt zwischen der Landeskirche und den radikalen Pietisten, den Separatisten, die sich unter anderem in der Marbacher Harmonie organisierten. Diese organisierte 1817 die Auswanderung ihrer Mitglieder nach Russland. Juden sind nur einmal, 1487, in Marbach erwähnt.
Erste methodistische Predigten wurden 1857 in Marbach gehalten. Zehn Jahre später baute sich die damals 50 Mitglieder umfassende Gemeinde (zu der auch Gläubige aus umliegenden Orten gehörten) eine Kapelle in der Wildermuthstraße. Die heutige Erlöserkirche wurde 1963 eingeweiht.
Im Dritten Reich fanden die Deutschen Christen erheblichen Zulauf in Marbach und hatten zeitweilig bis zu 300 Mitglieder. Die Beitrittswelle wurde durch deren erste württembergische Gautagung ausgelöst, die 1934 in der Stadt abgehalten wurde. Marbach wurde auch zum Schauplatz zweier weiterer Gautagungen 1935 und 1936, bevor die Bewegung zerfiel.
Katholiken kamen erst nach dem Zweiten Weltkrieg in größerer Zahl in die Stadt; sie stellten die Mehrzahl der in Marbach angesiedelten Heimatvertriebenen. Die Kirche Zur heiligen Familie wurde 1953 eingeweiht. Die katholische Gemeinde gehört zum Dekanat Ludwigsburg der Diözese Rottenburg-Stuttgart.
Der heutige Ortsteil Rielingshausen erhielt wohl im 8. oder 9. Jahrhundert eine eigene Pfarrei. Wie auch Marbach gehörte der Ort ab dem 9. Jahrhundert zum Bistum Speyer. 1453 überließ Graf Ulrich der Vielgeliebte die Rielingshäuser Kirche dem Stift Backnang, das schon zuvor im Ort begütert war. Das Stift stellte in der Folge die Pfarrer.
1534 wurde auch in Rielingshausen die Reformation eingeführt, so dass die Bevölkerung in den nachfolgenden Jahrhunderten nahezu ausschließlich evangelisch war. 1826–1828 war Ludwig Hofacker Pfarrer in Rielingshausen. Der bereits durch seine Tätigkeit in Stuttgart bekannte Theologe zog durch seine mitreißenden Sonntagspredigten bis zu 2000 Zuhörer an, darunter viele Ortsfremde, weit mehr als die Kirche fassen konnte. Nicht zuletzt dem Einfluss Hofackers ist es zuzuschreiben, dass es in Rielingshausen im 19. Jahrhundert eine pietistische Gemeinschaft gab, der 1849 50 bis 60 Mitglieder angehörten. Die alte Pfarrkirche Rielingshausens, die Peterskirche, heißt seit 1965 Ludwig-Hofacker-Kirche.
Ende des 19. Jahrhunderts gewannen verschiedene kleinere freikirchliche Gemeinschaften zeitweise Mitglieder am Ort. Nach dem Zweiten Weltkrieg kamen erstmals Katholiken in größerer Anzahl nach Rielingshausen, deren Pfarrer 1952 einen Betsaal in seinem Wohnhaus einrichtete. Seit 1977 gehören die Katholiken in Rielingshausen zur Kirchengemeinde Marbach am Neckar (zuvor Kirchberg an der Murr). Die neuapostolische Kirche am Ort wurde 1988 eingeweiht. Die Kirche wurde 2018 abgerissen. An gleicher Stelle ist ein Pflegeheim mit Seniorenwohnungen entstanden.

## Politik
Die Verwaltung der Stadt Marbach am Neckar erfolgt nach den Grundsätzen der Gemeindeordnung für Baden-Württemberg. Verwaltungsorgane sind der Gemeinderat und der Bürgermeister.

### Gemeinderat
Der Gemeinderat in Marbach besteht aus den gewählten ehrenamtlichen Gemeinderäten und dem Bürgermeister als Vorsitzendem. Der Bürgermeister ist im Gemeinderat stimmberechtigt. In Marbach wird der Gemeinderat nach dem Verfahren der unechten Teilortswahl gewählt. Dabei kann sich die Zahl der Gemeinderäte durch Überhangmandate verändern. Der Gemeinderat in Marbach hat nach der letzten Wahl 25 Mitglieder. Die Kommunalwahl am 9. Juni 2024 führte zu folgendem Ergebnis (zusätzlich mit Ergebnissen vergangener Wahlen):
| Parteien und Wählergemeinschaften | Parteien und Wählergemeinschaften           | % 2024  | Sitze 2024 | % 2019  | Sitze 2019 | % 2014  | Sitze 2014 | % 2009  | Sitze 2009 | Kommunalwahl 2024 %403020100 30,8218,1118,9224,557,59 FWSPDGrüneCDUPULSGewinne und Verlusteim Vergleich zu 2019 %p 6 4 2 0 −2 −4 −6+2,84−5,53−2,47+5,99−0,83FWSPDGrüneCDUPULS |
| FW                                | Freie Wähler Marbach am Neckar              | 30,82   | 8          | 27,98   | 7          | 22,87   | 6          | 23,64   | 6          | Kommunalwahl 2024 %403020100 30,8218,1118,9224,557,59 FWSPDGrüneCDUPULSGewinne und Verlusteim Vergleich zu 2019 %p 6 4 2 0 −2 −4 −6+2,84−5,53−2,47+5,99−0,83FWSPDGrüneCDUPULS |
| SPD                               | Sozialdemokratische Partei Deutschlands     | 18,11   | 4          | 23,64   | 6          | 29,99   | 7          | 29,01   | 7          | Kommunalwahl 2024 %403020100 30,8218,1118,9224,557,59 FWSPDGrüneCDUPULSGewinne und Verlusteim Vergleich zu 2019 %p 6 4 2 0 −2 −4 −6+2,84−5,53−2,47+5,99−0,83FWSPDGrüneCDUPULS |
| Grüne                             | Bündnis 90/Die Grünen                       | 18,92   | 5          | 21,39   | 5          | 16,35   | 4          | 18,98   | 4          | Kommunalwahl 2024 %403020100 30,8218,1118,9224,557,59 FWSPDGrüneCDUPULSGewinne und Verlusteim Vergleich zu 2019 %p 6 4 2 0 −2 −4 −6+2,84−5,53−2,47+5,99−0,83FWSPDGrüneCDUPULS |
| CDU                               | Christlich Demokratische Union Deutschlands | 24,55   | 6          | 18,56   | 4          | 24,48   | 6          | 28,37   | 7          | Kommunalwahl 2024 %403020100 30,8218,1118,9224,557,59 FWSPDGrüneCDUPULSGewinne und Verlusteim Vergleich zu 2019 %p 6 4 2 0 −2 −4 −6+2,84−5,53−2,47+5,99−0,83FWSPDGrüneCDUPULS |
| PULS                              | Parteiunabhängige Liste Solidarität         | 7,59    | 2          | 8,42    | 2          | 6,32    | 2          | –       | –          | Kommunalwahl 2024 %403020100 30,8218,1118,9224,557,59 FWSPDGrüneCDUPULSGewinne und Verlusteim Vergleich zu 2019 %p 6 4 2 0 −2 −4 −6+2,84−5,53−2,47+5,99−0,83FWSPDGrüneCDUPULS |
| Gesamt                            | Gesamt                                      | 100     | 25         | 100     | 24         | 100     | 25         | 100     | 24         | Kommunalwahl 2024 %403020100 30,8218,1118,9224,557,59 FWSPDGrüneCDUPULSGewinne und Verlusteim Vergleich zu 2019 %p 6 4 2 0 −2 −4 −6+2,84−5,53−2,47+5,99−0,83FWSPDGrüneCDUPULS |
| Wahlbeteiligung                   | Wahlbeteiligung                             | 65,14 % | 65,14 %    | 64,34 % | 64,34 %    | 54,54 % | 54,54 %    | 55,40 % | 55,40 %    | Kommunalwahl 2024 %403020100 30,8218,1118,9224,557,59 FWSPDGrüneCDUPULSGewinne und Verlusteim Vergleich zu 2019 %p 6 4 2 0 −2 −4 −6+2,84−5,53−2,47+5,99−0,83FWSPDGrüneCDUPULS |

### Bürgermeister
Der Bürgermeister ist hauptamtlicher Beamter und wird von den Bürgern direkt auf jeweils acht Jahre gewählt; seine Aufgaben sind der Vorsitz im Gemeinderat und die Leitung der Verwaltung. Seit April 2013 ist der Amtsinhaber Jan Trost.
Im Mittelalter lag die Verwaltung der Stadt in den Händen eines (Unter-)Vogts, der zugleich als herzoglicher Beamter für die Verwaltung des gesamten Amts zuständig war, während ein so genannter Obervogt neben dem Amt Marbach oft mehrere Ämter (üblicherweise Winnenden und Bottwar) beaufsichtigte. Die Funktion eines Obervogts entfiel zu Beginn des 18. Jahrhunderts, dafür änderte sich 1758 die Amtsbezeichnung für den Untervogt in Oberamtmann. Ab 1819 hatte Marbach einen eigenen Stadtschultheiß, der ab der Einführung der württembergischen Verfassung 1819 von den Bürgern auf Lebenszeit gewählt wurde. 1930 änderte die württembergische Gemeindeordnung die Amtsbezeichnung „Schultheiß“ in „Bürgermeister“.
Die seit 1819 amtierenden Schultheißen bzw. Bürgermeister waren:
| Amtszeit  | Amtsinhaber                 |
| --------- | --------------------------- |
| 1819–1825 | Johann Christian Brecht     |
| 1825–1846 | Karl Ludwig Christoph Klein |
| 1846–1869 | Robert Sigel                |
| 1869–1883 | Eduard Fischer              |
| 1883–1903 | Traugott Haffner            |
| 1903–1907 | Johannes Härtner            |
| 1907–1925 | Theodor Forstner            |
| 1925–1945 | Wilhelm Kopf                |
| 1945–1948 | Wilhelm Schenk              |
| 1948–1973 | Hermann Zanker              |
| 1973–1997 | Heinz Georg Keppler         |
| 1997–2013 | Herbert Pötzsch             |
| seit 2013 | Jan Trost                   |

Am 3. Februar 2013 wurde Jan Trost mit 61,16 % der Stimmen zum Nachfolger des nicht mehr kandidierenden Herbert Pötzsch gewählt. Seine Wiederwahl erfolgte bei der Stichwahl am 7. Februar 2021 mit 47,36 % der Stimmen.

### Wappen und Flagge
Das Wappen von Marbach ist gespalten; vorn in Gold drei schwarze Hirschstangen übereinander, hinten in Gold ein von Weinreben und Trauben umrankter weißer Turm mit rotem Spitzdach.

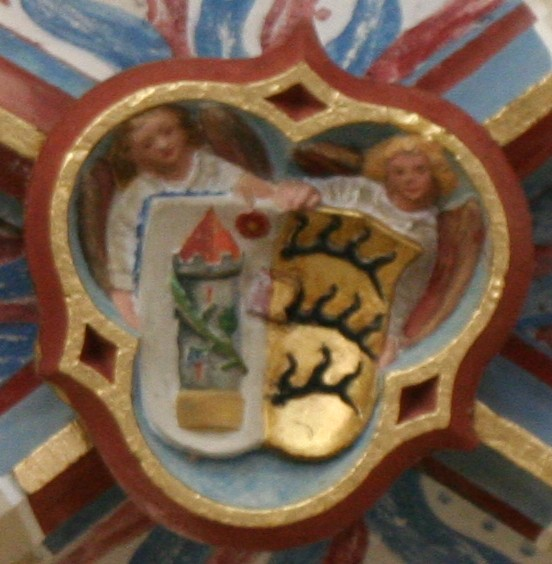
Schlussstein

Die Hirschstangen symbolisieren die frühe Zugehörigkeit zu Württemberg, der Turm den befestigten Stadtcharakter Marbachs und die Weintrauben den im Stadtgebiet betriebenen Weinbau. Das älteste bekannte Stadtsiegel stammt aus dem Jahr 1301 und zeigt bereits den Turm und eine Pflanze einzeln nebeneinander stehend. Neben dem Turm ist der Rautenschild der Herzöge von Teck zu sehen, die zu diesem Zeitpunkt noch die Stadtherren waren. Nach dem Übergang an Württemberg treten deren Wappenfigur, die Hirschstangen, an Stelle der Rauten. Bei späteren Siegeln rückt der württembergische Schild auf die andere Seite des Turms.

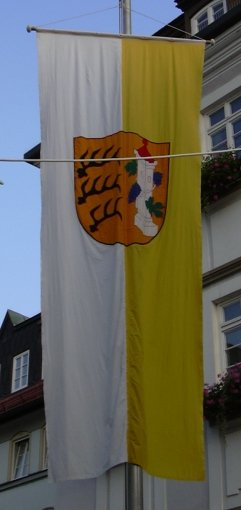
Stadtflagge Marbachs
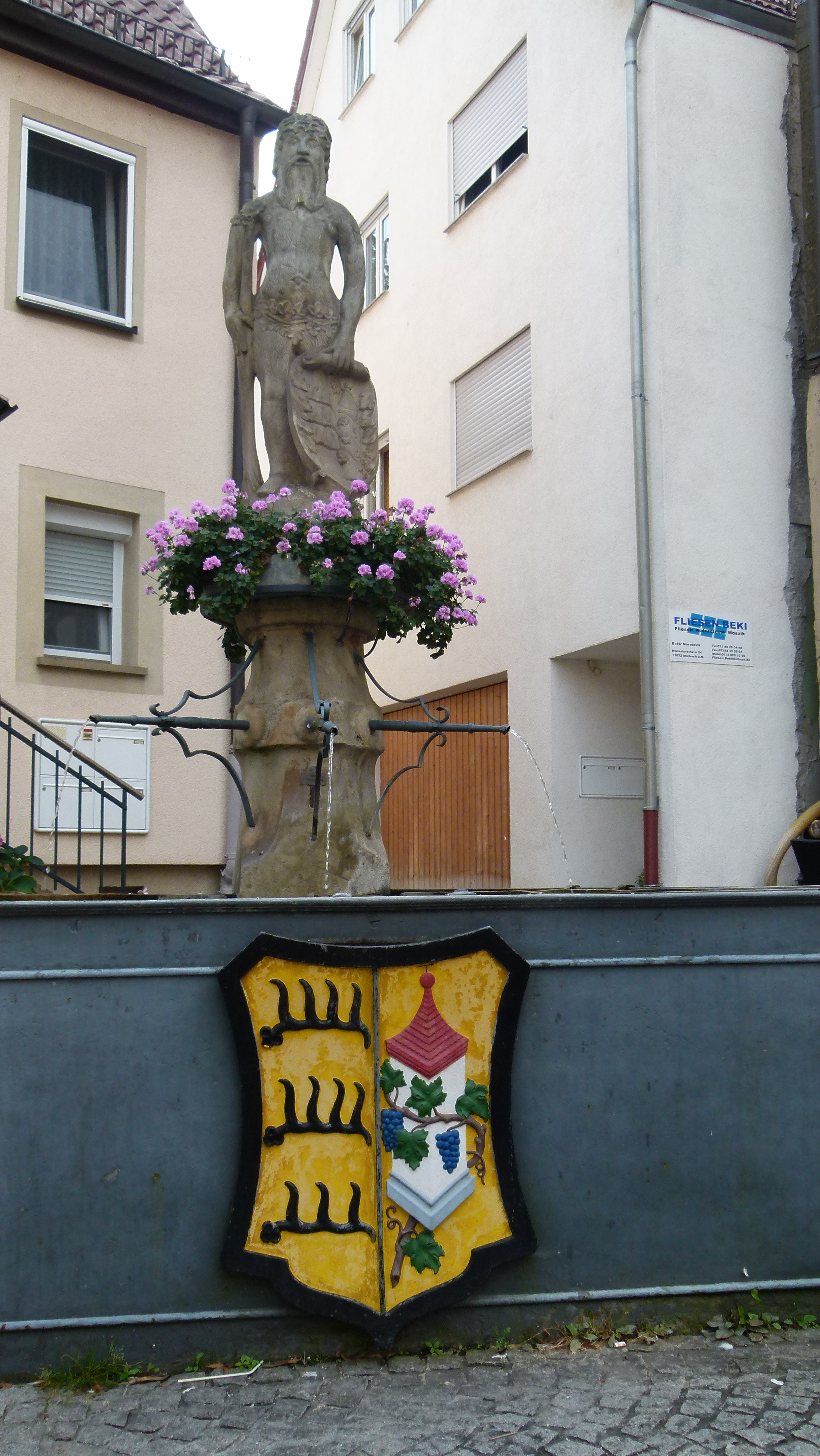
Wilder-Mann-Brunnen

Die erste farbige Wappendarstellung stammt aus der Mitte des 15. Jahrhunderts und ist auf einem Schlussstein des Chors in der Alexanderkirche zu finden. Bei dieser Darstellung umrankt die Pflanze den Turm und ist erstmals eindeutig als Weinrebe zu erkennen. Ab dem späten 16. Jahrhundert (z. B. 1575) zeichnet sich die heutige Einteilung ab, bei der die Hirschstangen vorne stehen. Die heutige Form des Wappens wurde 1938 eingeführt.
Als Schildhalter wird gelegentlich ein Wilder Mann dargestellt, so in einer Zeichnung Simon Studions 1597, auf dem Wilder-Mann-Brunnen in der Altstadt und in einem Amtssiegel des 19. Jahrhunderts. Diese Gestalt geht auf eine Gründungssage Marbachs zurück, der zufolge am Ort der heutigen Siedlung einst ein Riese lebte, dessen Haus von Wein umrankt war und der Reisende ausraubte oder umbrachte. Auch die Vorstellung, der Name Marbach sei von den römischen Göttern Mars und Bacchus abgeleitet, spiegelt sich wohl in dieser Sage wider.
Die Stadtflagge von Marbach ist gelb-weiß, sie wird jedoch auch in umgekehrter Farbfolge gezeigt. Diese ungewöhnliche (und unheraldische) Farbkombination wird in Baden-Württemberg von keiner anderen Kommune verwendet. Die Flagge wurde bereits 1871 erwähnt.
Das Wappen des Ortsteils Rielingshausen zeigt in Gold einen aufrecht stehenden schwarzen Schlüssel. Der Schlüssel weist auf den Kirchenheiligen St. Peter hin, die Farben wurden vermutlich als Hinweis auf die württembergischen Wappenfarben gewählt. Der Schlüssel als Gemeindesymbol ist erstmals im Fleckensiegel von 1794 überliefert.

### Städtepartnerschaften

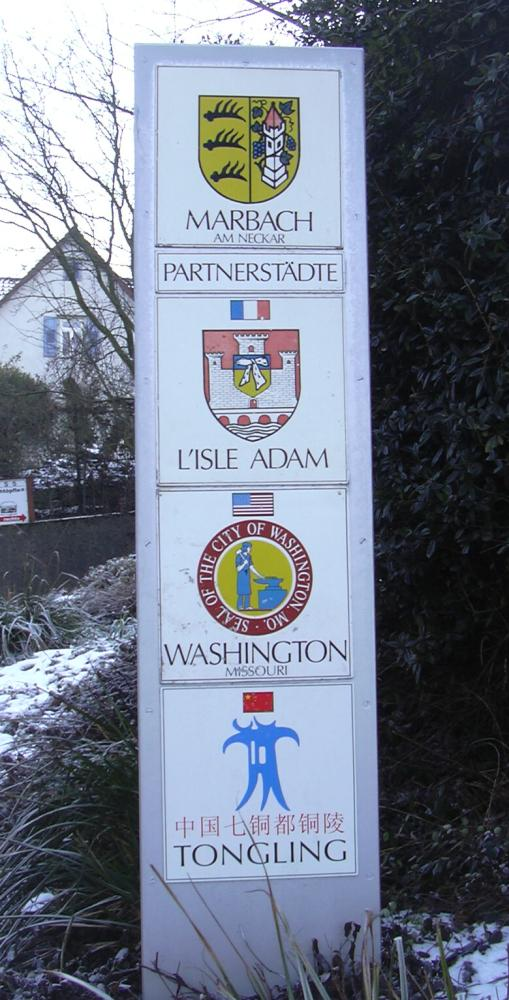
Partnerstädte

Im Jahr 1987 schloss Marbach mit der französischen Stadt L’Isle-Adam eine Städtepartnerschaft ab. L’Isle-Adam liegt etwa 30 Kilometer nordwestlich von Paris und wird wie Marbach mit einem bekannten Schriftsteller in Verbindung gebracht, und zwar Honoré de Balzac. Die Städtefreundschaft wird durch regelmäßige Schüleraustausche, jährliche wechselseitige Besuche und andere Aktionen gefördert. Die Aktivitäten werden durch den Verein der Freunde des Partnerschaftsvereins Marbach-am-Neckar – L’Isle-Adam koordiniert.
Freundschaftliche Beziehungen bestehen ebenfalls zu Stratford-upon-Avon in Großbritannien, das wie Marbach Geburtsort eines großen Dichters, nämlich William Shakespeare, ist. Zugleich ist Stratford-upon-Avon Partnerstadt von L’Isle-Adam.
Mit der US-amerikanischen Kleinstadt Washington (Missouri) ging Marbach 1990 eine Städtepartnerschaft ein. Auch diese wird durch regelmäßige Besuche von Delegationen sowie durch Schüleraustausche gepflegt.
Eine weitere Partnerstadt Marbachs ist seit 2005 die chinesische Großstadt Tongling, zu der bereits seit 1990 freundschaftliche Beziehungen bestanden. Da sich der Frauenclub Rielingshausen in besonderem Maße um die Vertiefung dieser Beziehungen verdient machte, wurde dessen erste Vorsitzende Brigitte Wolf 2004 zur Ehrenbürgerin von Tongling ernannt.
Die jüngste Städtepartnerschaft besteht seit 2024 mit Tirebolu in der Türkei. Freundschaftliche Beziehungen gab es bereits seit 2011, die mit der Unterzeichnung der Partnerschaftsurkunde 13 Jahre später vertieft wurden.
Eine freundschaftliche Beziehung gibt es außerdem mit Suzzara (Italien).

## Kultur, Sehenswürdigkeiten, Tourismus

### Altstadt

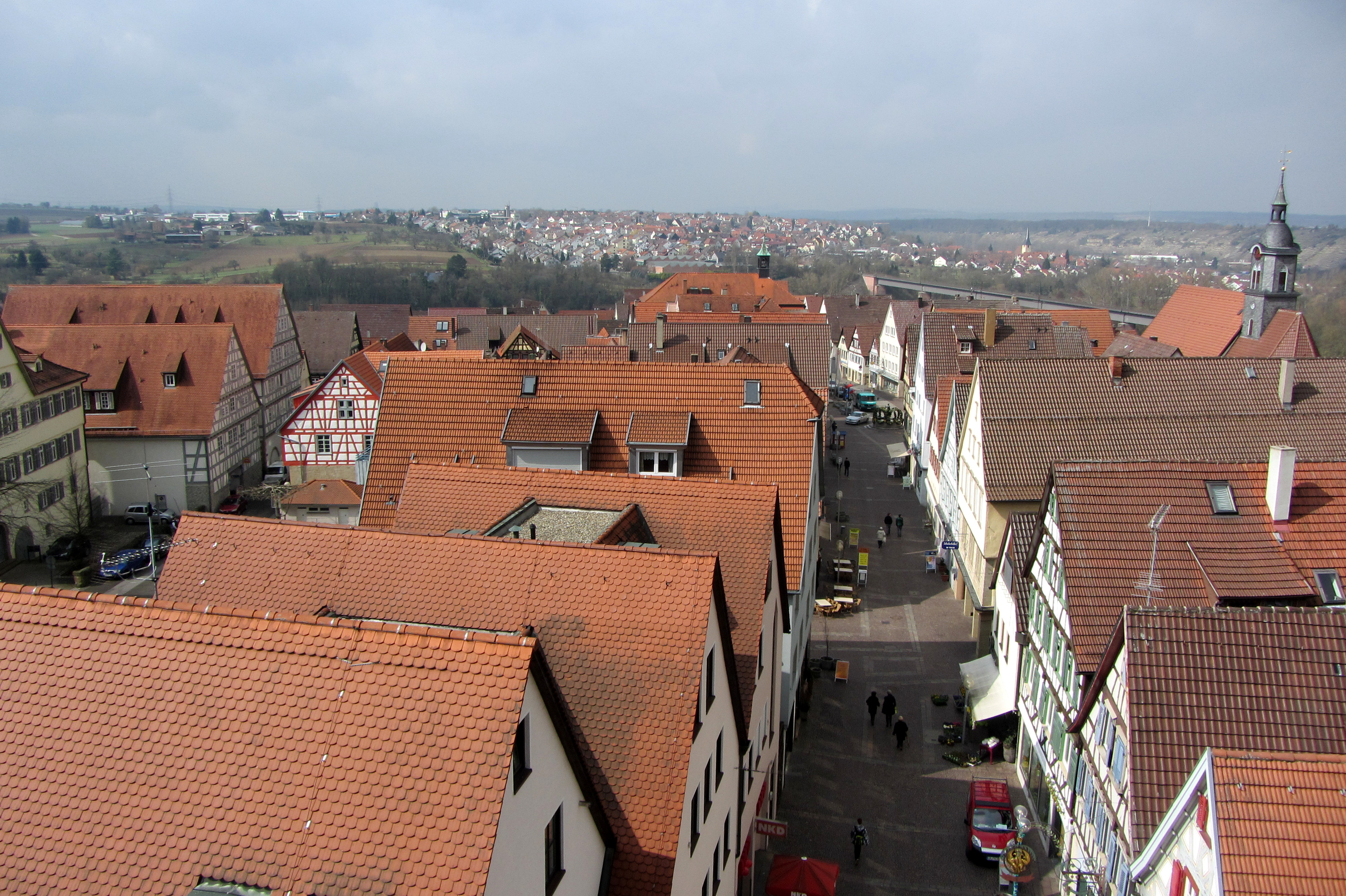
Blick auf die Altstadt vom Oberen Torturm, rechts die Stadtkirche

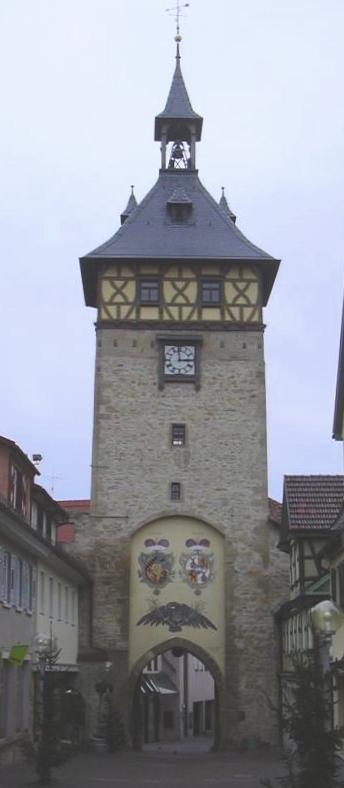
Oberer Torturm

Marbach besitzt eine außergewöhnlich gut erhaltene Altstadt, deren Erscheinungsbild hauptsächlich auf den Wiederaufbau nach der Zerstörung von 1693 zurückgeht. Die Altstadt zieht sich am Südhang des Strenzelbachtals hinauf, weist einen rechteckigen Grundriss von etwa 350 mal 250 Metern auf und ist noch auf drei Seiten von der Stadtmauer mit ihren Wehranlagen umgeben. Seit 1983 steht sie als Gesamtanlage unter Denkmalschutz.
Nach Westen und Norden fällt die Altstadt steil zum Neckar und zum Strenzelbach ab, auf der Höhe im Südosten war sie im Mittelalter durch die nicht mehr vorhandene Stadtburg gesichert. Drei Tore gewährten Zugang in die Stadt: das Untere Tor (auch Niklastor genannt) im Nordosten, das Obere Tor im Südosten und das Neckartor im Südwesten. 1847 wurde durch einen Mauerdurchbruch im Süden ein vierter Zugang, das Grabentor, geschaffen. In der Anlage der Stadt dominieren die fünf in Ost-West-Richtung angelegten Straßen, insbesondere die breite Marktstraße. In Letzterer befinden sich auch die wichtigsten Gebäude der Altstadt, so das 1760–1763 erbaute Rathaus und zahlreiche Geschäfte. Im Jahr 2022 wurde das neue Rathaus in der Marktstraße 34 eingeweiht. Untergebracht sind hier das Bürger- und Ordnungsamt sowie das Stadtbauamt.

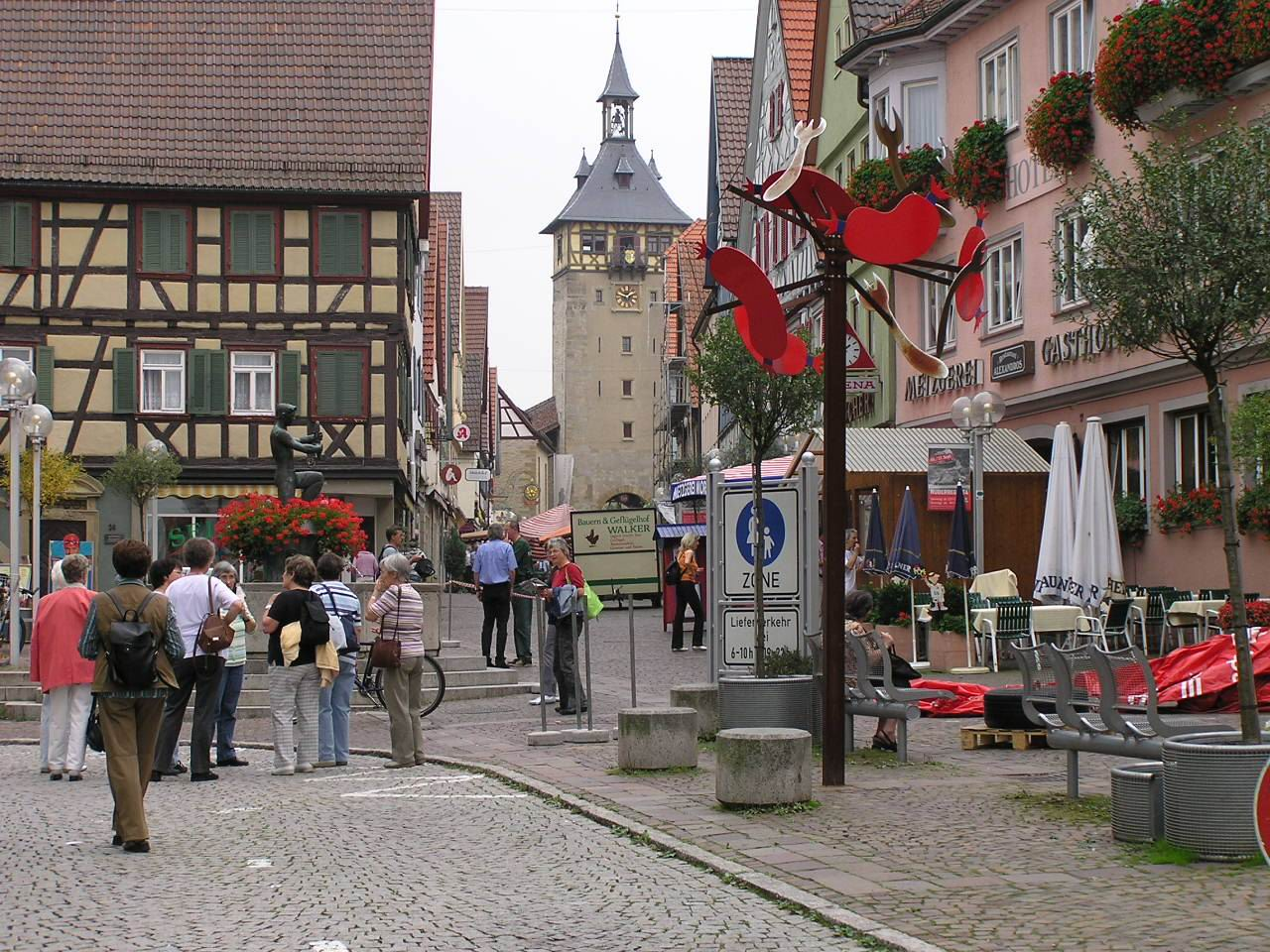
Fußgängerzone der Altstadt

Das östliche Ende der Marktstraße wird durch den 40 Meter hohen Oberen Torturm markiert, der bestiegen werden kann. Im südöstlichen Winkel der Stadtbefestigung gleich neben dem Turm liegt der Burgplatz, auf dem vom 13. Jahrhundert bis 1693 die Stadtburg stand. Ebenfalls beim Torturm zu finden ist die Wendelinskapelle aus dem 15. Jahrhundert.
Die Niklastorstraße führt vom Markt, an der von 1698 bis 1700 wiederaufgebauten Stadtkirche vorbei, den Hang hinab zum Cottaplatz. Unterwegs passiert man zahlreiche Fachwerkhäuser aus der Zeit nach 1693. An einem dreieckigen Platz stehen u. a. das Spezialathaus, das Diakonat, der Wilder-Mann-Brunnen sowie Schillers Geburtshaus.
Jenseits des außerhalb der ehemaligen Stadtbefestigung gelegenen Cottaplatzes führt die Straße Am Alten Markt zur Alexanderkirche (mit hochromantischer Orgel) hinauf. Die Straßenbezeichnung erinnert an den ursprünglichen Siedlungskern auf der Nordseite des Tals. Der heutige spätgotische Bau wurde 1450 von Aberlin Jörg begonnen und um 1490 vollendet. Ein historisches Fresko in der Kirche erinnert an die in der Schlacht bei Wüstenhausen 1460 gefallenen Ritter Kaspar Speth und Konrad von Hohenrieth. In der Kirche haben sich außerdem Totenschild und Grabmal des Marbacher Vogts Dieter von Angelach († 1464) erhalten. Deutsche Emigranten in Moskau stifteten im Jahr 1859 Schillers Heimatstadt Marbach am Neckar die große Schillerglocke im Turm der Alexanderkirche – entsprechend dem Text von Schillers Lied von der Glocke benannt als „Concordia“.

### Tourismus
Seiner Assoziation mit Schiller wegen kann Marbach als einer der ältesten Touristenorte Deutschlands bezeichnet werden. Bereits im frühen 19. Jahrhundert kamen Besucher, um das Geburtshaus Schillers zu sehen. Vor allem die Schillerhöhe mit Museum und Denkmal wurde ab 1840 zum Ziel zahlreicher Besuchergruppen. Neben den Schillerstätten zieht die gut erhaltene Altstadt Touristen und Tagesausflügler an. Die Corona-Pandemie hat sich auch auf die Gästeübernachtungen in Marbach ausgewirkt. Waren es im Jahr 2019 noch 23.734 Übernachtungen, lagen die Zahlen im Jahr 2020 bei 10.733, im Jahr 2021 bei 11.493. In den warmen Jahreszeiten bietet die Tourist-Information jeden Sonntag eine Stadtführung an, im Winterhalbjahr jeden zweiten Sonntag, außerdem gibt es spezielle Führungen zu verschiedenen Themen.
Marbach ist Station an der Deutschen Fachwerkstraße, der Württembergischen Weinstraße und der Schwäbischen Dichterstraße. Die Neckar-Personenschifffahrt unterhält am Neckar unterhalb der Altstadt eine Anlegestelle. Marbach ist zudem Station an drei Landesradwegen, dem Neckartal-Radweg, dem Alb-Neckar-Radweg und dem Stromberg-Murrtal-Weg sowie an der E-Bike Hauptroute im Landkreis Ludwigsburg der Region Stuttgart. Ebenso liegt Marbach am Württembergischen Weinwanderweg.
Die Tourismusgemeinschaft Marbach-Bottwartal mit den acht Mitgliedsgemeinden Marbach, Erdmannhausen, Benningen, Murr, Steinheim, Großbottwar, Oberstenfeld und Beilstein mit Sitz in Marbach hat den Zweck, die Tourismusangebote der Region abzustimmen, zu bündeln und sie gemeinsam touristisch zu vermarkten.

### Museen

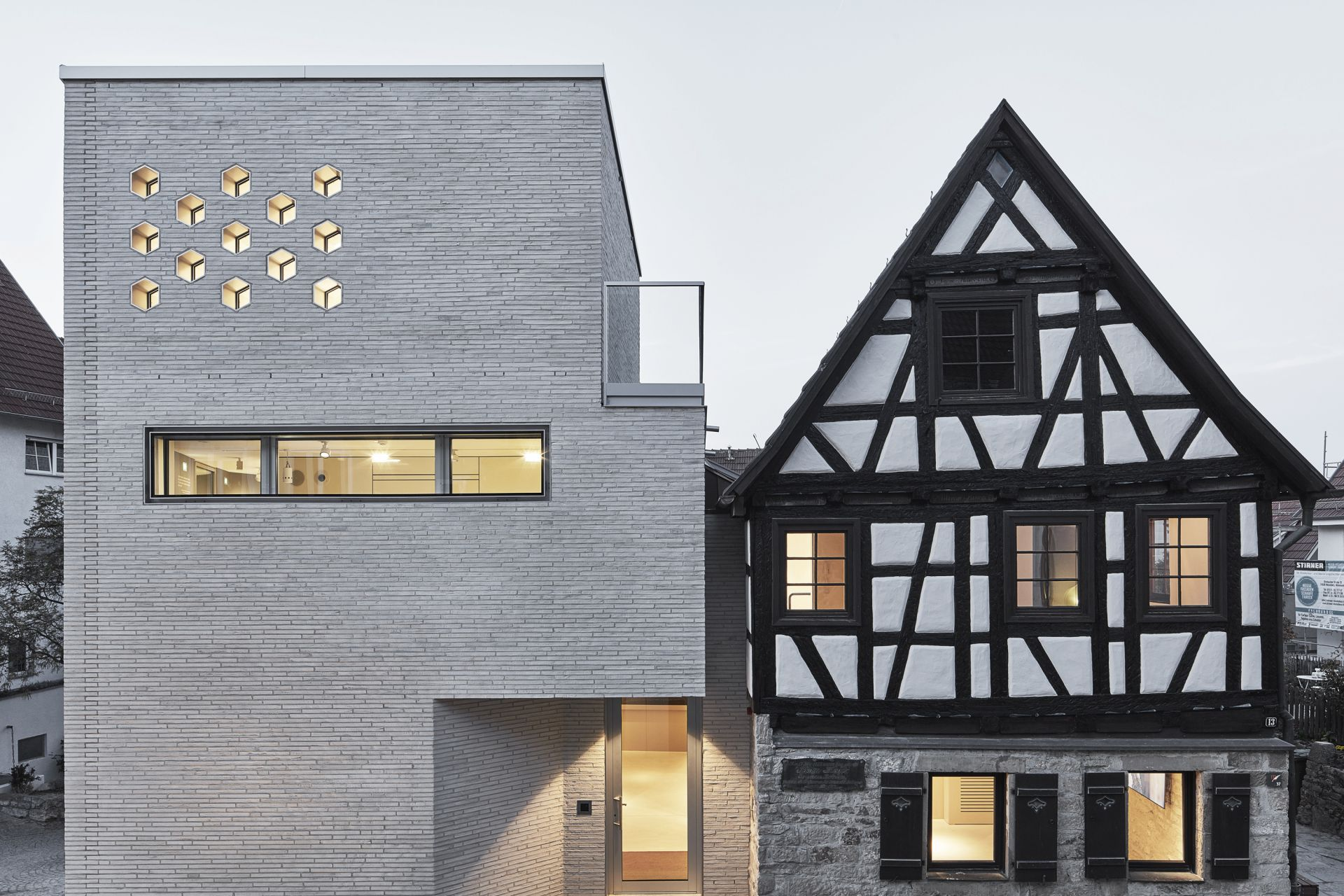
Tobias-Mayer-Museum und Geburtshaus

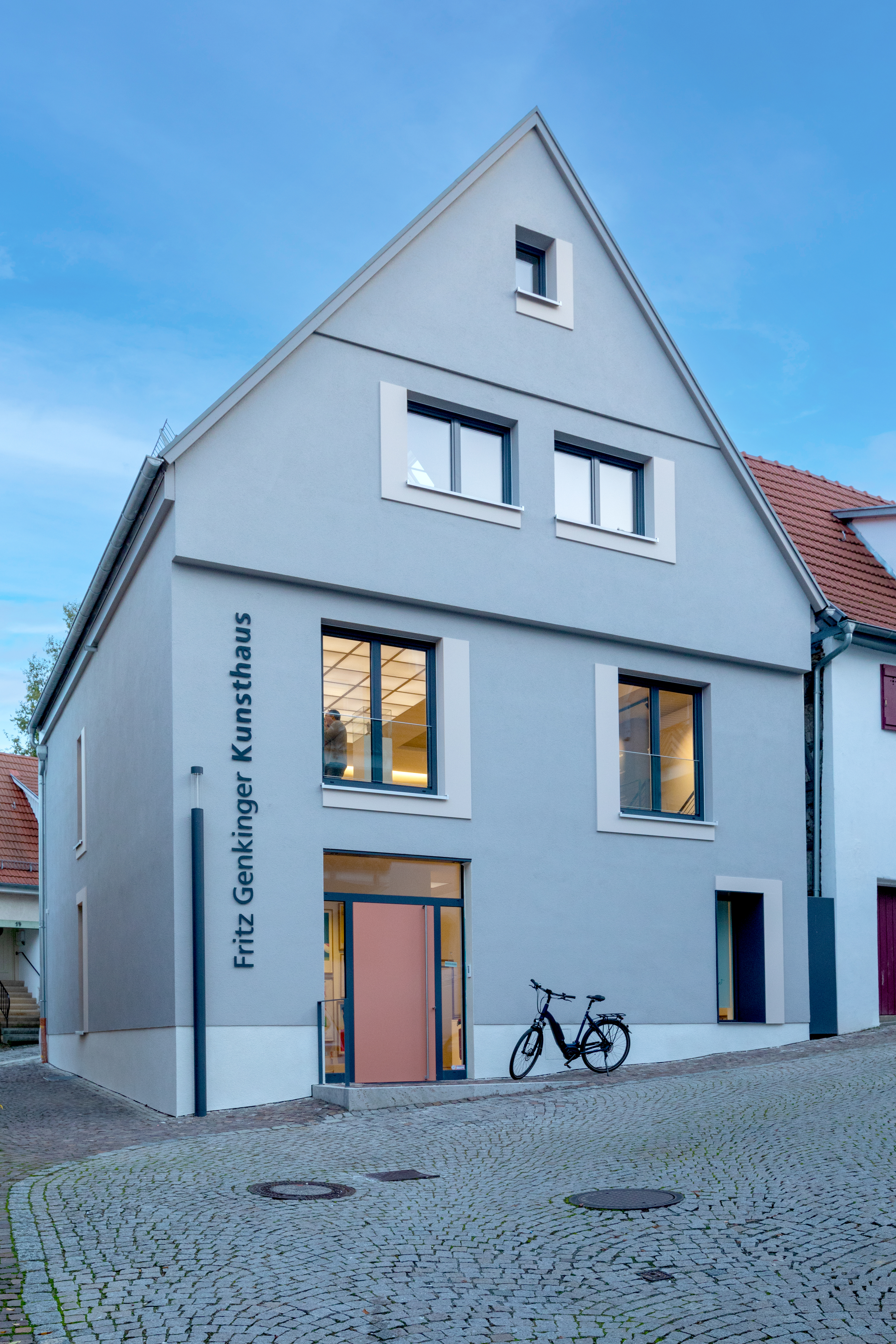
Fritz-Genkinger-Kunsthaus

Auf der Schillerhöhe südlich der Altstadt befindet sich das Schiller-Nationalmuseum, das sich der neueren deutschen Literatur widmet. Mit diesem verbunden ist das Deutsche Literaturarchiv Marbach, das Nachlässe, Texte und Dokumente deutscher Schriftsteller von der Aufklärung bis zur Gegenwart sammelt. 2006 wurde das dem Archiv angeschlossene Literaturmuseum der Moderne eröffnet.
Das Geburtshaus Friedrich Schillers in der Niklastorstraße beherbergt eine Ausstellung über den Dichter. Das Geburtshaus des Mathematikers, Astronomen, Kartographen, Geographen und Erfinders Tobias Mayer in der Torgasse zeigt eine Ausstellung über diesen. Ein im Jahr 2018 erweitertes Museum zeigt Leben und Leistungen Mayers.
Weitere Ausstellungen sind im Technischen Kulturdenkmal Ölmühle Jäger in der Oberen Holdergasse sowie im Oberen Torturm untergebracht.
Das Fritz Genkinger Kunsthaus, das dem malerischen, grafischen und plastischen Schaffen des HAP-Grieshaber-Schülers Fritz Genkinger gewidmet ist, befindet sich in der denkmalgeschützten Altstadt im Göckelhof 6.
Im Ortsteil Rielingshausen wurde 1994 das Dorfmuseum Kelter Rielingshausen mit Schwerpunkt Weinbau in der Kelter eröffnet (derzeit geschlossen).

### Denkmale
Siehe: Liste der Kulturdenkmale in Marbach am Neckar

### Gedenkstätten

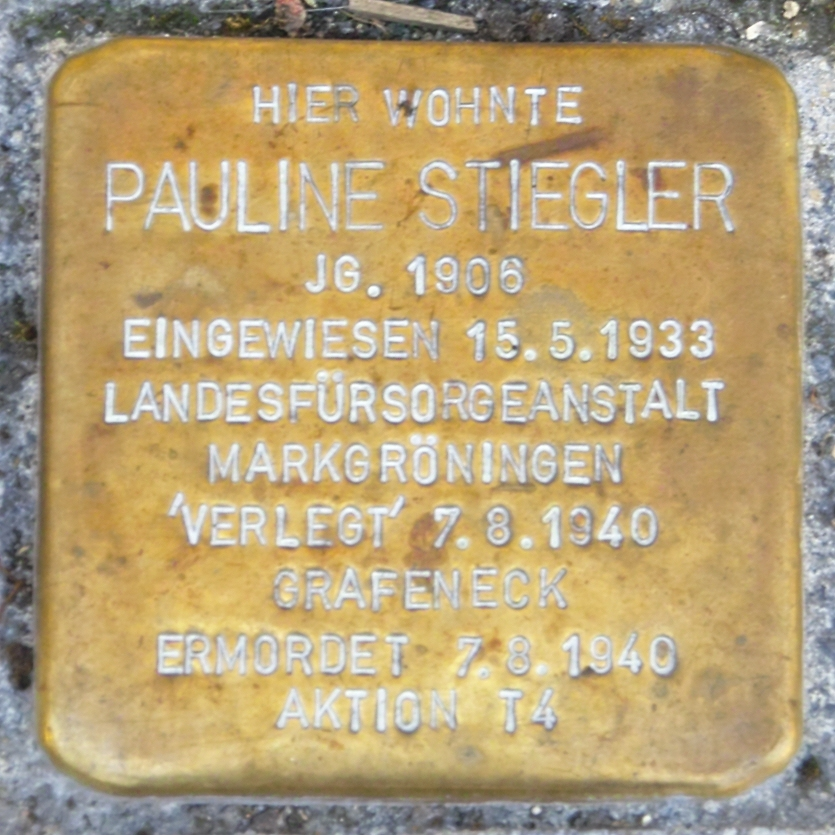
Stolperstein für Pauline Stiegler in der Niklastorstr. 12

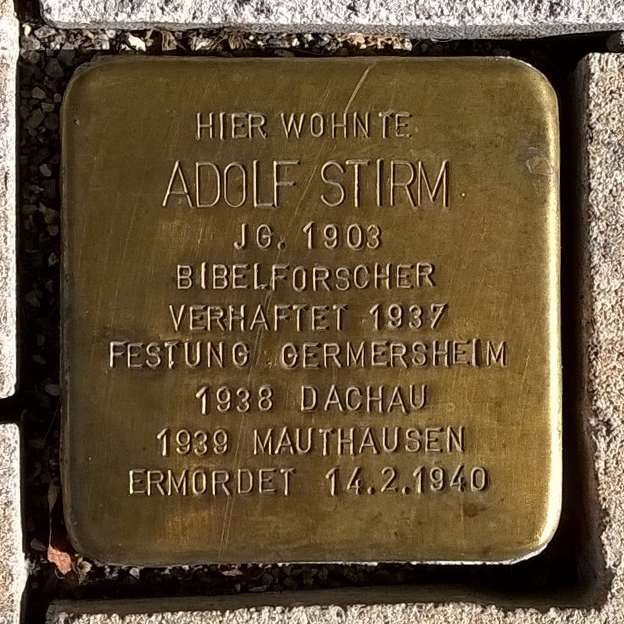
Stolperstein für Adolf Stirm in der Lange Straße 15

In Marbach wurde am 24. November 2014 der erste Stolperstein durch den Künstler Gunter Demnig verlegt. Die kleine Messingplatte auf dem Gehweg vor der Niklastorstr. 12 erinnert an die behinderte Pauline Stiegler, die von 1917 bis 1926 in dem Gebäude lebte. An der Hauswand ist zusätzlich eine erläuternde Hinweistafel angebracht. Pauline Stiegler wurde 1933 in der Landesfürsorgeanstalt Markgröningen untergebracht und 1940 im Rahmen der Euthanasie-Aktion T4 in der Tötungsanstalt Grafeneck von den Nationalsozialisten vergast.
Ein weiterer Stolperstein wurde am 29. Juni 2019 vor der Lange Straße 15 in Rielingshausen für Adolf Stirm verlegt. Er war Mitglied bei den Zeugen Jehovas und verweigerte deshalb den Wehrdienst. Adolf Stirm wurde 1937 verhaftet, 1938 nach Dachau gebracht, dann 1939 ins KZ Mauthausen verlegt und starb dort am 24. Februar 1940 an den Folgen der Mangelernährung und fehlenden medizinischen Versorgung.

### Sport
In Marbach und Rielingshausen existiert eine größere Anzahl von Sportvereinen, in denen alle gängigen Sportarten ausgeübt werden. Der FC Marbach und die HSG Marbach-Rielingshausen spielen Fußball bzw. Handball auf Bezirksebene. Eine Anzahl weiterer Mannschaftssportarten werden vom TV Marbach ausgeübt. Zeitweilig spielte die Basketballabteilung des TVM in der 2. Bundesliga. Auch ein Tennisverein, ein Schwimmverein, ein Tischtennisverein u. v. m. existieren.
Durch die Lage am Neckar ist es in Marbach möglich, Ruder- und Kanusport zu betreiben; hierzu bestehen der Marbacher Ruderverein und der Kanuclub Marbach. Ersterer war in der Vergangenheit mit Meistertiteln auf Bundes- und Landesebene erfolgreich.

### Regelmäßige Veranstaltungen
- Im zweijährigen Rhythmus richten Stadt und Vereine immer Ende Juni das zweitägige Bürgerfest in der Innenstadt aus (2009 zum Schillerjahr, 2011, …). In den Jahren dazwischen findet das Bürgerfest im Stadtteil Rielingshausen statt.
- Jeweils Anfang September findet ebenfalls alle zwei Jahre das Holdergassenfest in der Marbacher Altstadt statt.
- Am ersten Septemberwochenende des Jahres veranstaltet die Weingärtnergenossenschaft das Kelterfest.
- Alle vier Jahre wird Anfang Mai zwei Tage das 18.-Jahrhundert-Fest gefeiert.
- Um den 10. November herum finden alljährlich die Schillerwochen statt, die mit zahlreichen kulturellen Veranstaltungen an Friedrich Schiller erinnern.
- Von 2007 bis 2011 fand jährlich im November das Zivilcourage Festival[22] statt. Seit der Auflösung des Jugendhausverein Club planet-x e. V. 2012/2013 hat es nicht mehr stattgefunden.
- Ein Weihnachtsmarkt wird jedes Jahr von Donnerstag bis zum zweiten Adventssonntag abgehalten.

## Wirtschaft und Infrastruktur

### Verkehr
Marbach liegt abseits der großen Verkehrswege der Region, die entlang der Linie Stuttgart–Ludwigsburg–Heilbronn laufen, und weist daher nur nachrangige Verbindungen auf.

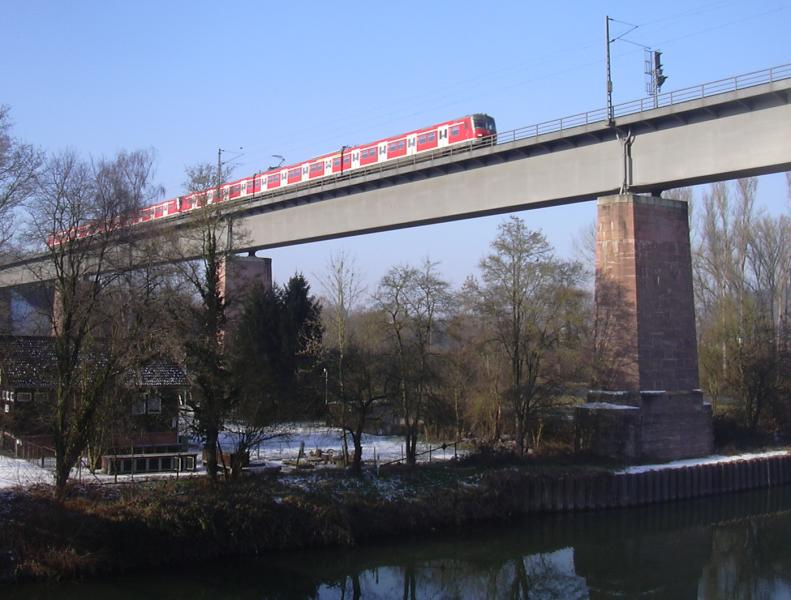
Eisenbahnviadukt über den Neckar

#### Bahnverkehr
Marbach liegt an der Bahnstrecke Backnang–Ludwigsburg. Die Linie S4 (Backnang–Marbach–Stuttgart Schwabstraße) der S-Bahn Stuttgart verkehrt im 30-Minuten-Takt, in den Hauptverkehrszeiten im 15-Minuten-Takt. Sie stellt eine direkte Verbindung mit Ludwigsburg, Backnang und Stuttgart her, wobei die Fahrzeit bis Stuttgart Hbf 27 Minuten beträgt.
Entlang der nach Osten weiterführende Bahnstrecke, die auch dem Güterverkehr dient, befindet sich die Haltestelle Erdmannhausen, die jedoch gut drei Kilometer vom Marbacher Ortsteil Rielingshausen entfernt ist.
Bis 1968 war Marbach Ausgangsbahnhof der schmalspurigen Bottwartalbahn, die über Beilstein nach Heilbronn führte. Außerdem existierte im Stadtgebiet noch die Anschlussbahn zum Kraftwerk Marbach, die jedoch vorwiegend dem Güterverkehr diente.

#### Busverkehr
Buslinien des VVS verbinden Marbach mit den umliegenden Orten (einschließlich Rielingshausen) und reichen bis nach Ludwigsburg, Beilstein, Backnang und Winnenden. Der Ortsteil Siegelhausen ist nicht an das Busliniennetz angeschlossen. Innerstädtisch verkehrt der ehrenamtlich betriebene Marbacher Bürgerbus, der 45 Haltestellen bedient.

#### Straßen
Mit den Nachbarorten ist Marbach durch Landes- und Kreisstraßen verbunden. Nächstgelegene Autobahn ist die A 81, deren Anschlussstelle Pleidelsheim etwa fünf Kilometer entfernt liegt. Wichtigste Straße für Marbach ist die L 1100, die im Neckartal in Richtung Ludwigsburg und im Norden das Bottwartal hinauf führt. Die L 1124 führt über Rielingshausen nach Backnang, die L 1127 über Affalterbach nach Winnenden. Kleinere Straßen führen von Marbach nach Poppenweiler und Erdmannhausen, von Rielingshausen durch den Hartwald nach Kleinaspach. Siegelhausen liegt abseits der Kreisstraße zwischen Affalterbach und Hochdorf; ein Wirtschaftsweg verbindet den Ort zusätzlich mit Bittenfeld. Eine Straßenbrücke über den Neckar existiert bei Marbach nicht; der nächstgelegene Übergang für den Straßenverkehr liegt anderthalb Kilometer entfernt bei Benningen.
Das heutige Straßennetz ist das Ergebnis einer historischen Entwicklung. Im Mittelalter führten alle überörtlichen Verbindungswege durch die heute verkehrsberuhigte Altstadt. Vom Unteren Tor führten Wege nach Murr und Benningen (heutige Bottwartalstraße) sowie nach Steinheim (heute Am Alten Markt), vom Oberen Tor aus nach Rielingshausen, Erdmannhausen, Affalterbach und Poppenweiler. Die Straße nach Rielingshausen wurde als Salzstraße bezeichnet, da sie weiter nach Schwäbisch Hall führte. Sie passiert noch die Murr auf der sogenannten Schweißbrücke, zu deren Unterhalt die Amtsstadt Marbach im Mittelalter verpflichtet war. Der Weg nach Poppenweiler stellte im Mittelalter die Hauptverbindung in Richtung Stuttgart dar. Erst nach dem Entstehen Ludwigsburgs und dem Bau der Neckarweihinger Brücke entstand 1724 die Ludwigsburger Straße vom Neckartor hinunter ins Flusstal nach Neckarweihingen. 1873 entstand die Grabenstraße südlich der Altstadt, 1889 die Schillerstraße als Verbindung vom Unteren Tor zum Bahnhof. Die unterhalb der Altstadt am Neckar verlaufende Umgehungsstraße entstand erst 1954 nach der Neckarkanalisierung.

#### Rad- und Fußverkehr
Direkt gegenüber der Altstadt gibt es eine Fußgängerbrücke nach Benningen, die auch einen Anschluss an den links des Neckars befindlichen Radweg nach Ludwigsburg herstellt.
Durch Marbach verlaufen verschiedene Landes-Radfernwege: 
- Der Neckartal-Radweg[23] führt von Villingen-Schwenningen nach Mannheim
- Der Stromberg-Murrtal-Radweg führt von Karlsruhe nach Gaildorf und verbindet damit den Rheinradweg mit dem Kocher-Jagst-Radweg. Dabei verläuft er von Bietigheim-Bissingen über Freiberg am Neckar und Benningen nach Marbach und weiter an Murr und Steinheim an der Murr vorbei und über Kirchberg an der Murr und Burgstetten nach Backnang.
- Der Württemberger Weinradweg[24] verläuft von Rottenburg am Neckar nach Niederstetten. Er verläuft von Remseck kommend am Neckar entlang nach Marbach und weiter durch Murr, Steinheim und Großbottwar nach Oberstenfeld.

Marbach ist Mitglied der AGFK (Arbeitsgemeinschaft Fahrrad- und Fußverkehrsfreundlicher Kommunen) in Baden-Württemberg.

### Behörden, Gerichte, Einrichtungen
Marbach ist als Unterzentrum ausgewiesen. Es ist Sitz eines Gemeindeverwaltungsverbands, der Marbach, Affalterbach, Erdmannhausen und Benningen umfasst.
In Marbach gibt es ein Amtsgericht, das zum Landgerichtsbezirk Heilbronn und Oberlandesgerichtsbezirk Stuttgart gehört.
Auf dem Hang nördlich gegenüber der Altstadt befand sich ein Krankenhaus mit etwa 100 Betten. Dieses war eines von fünf Krankenhäusern im Landkreis, die von der teilweise in Kreisträgerschaft befindlichen Kliniken Ludwigsburg-Bietigheim gGmbH betrieben wurden. Der heutige Bau wurde 1908 eingeweiht, nachdem es zuvor ein kleineres Hospital in der Wildermuthstraße gegeben hatte. Das Krankenhaus wurde zum 1. August 2020 geschlossen.
In Marbach und Rielingshausen besteht je eine Grundschule, in Marbach darüber hinaus eine Förderschule (Uhlandschule, 111 Schüler). Im Schulzentrum im Süden der Stadt befinden sich eine Gemeinschaftsschule (Tobias-Mayer-Schule, 246 Schüler), die Anne-Frank-Realschule (517 Schüler) sowie das Friedrich-Schiller-Gymnasium (2556 Schüler), das zu den Preisträgern des Deutschen Schulpreises 2007 gehörte. Insgesamt werden in diesen Lehranstalten etwa 3800 Schüler unterrichtet (Stand 2005). In direkter Nachbarschaft der Schulen liegt auch das im März 1998 eingeweihte städtische Jugend-Kultur-Haus planet-x. Die Freie Schule Christophine (20 Schüler) ist eine öffentliche Grundschule in freier Trägerschaft.
Die Stadt ist an der Musikschule Marbach-Bottwartal beteiligt, deren Sitz allerdings in Steinheim an der Murr ist. Die Schiller-Volkshochschule Ludwigsburg hat eine Außenstelle in Marbach. Außerdem gibt es ein Stadtarchiv sowie eine Stadtbücherei mit Zweigstelle in Rielingshausen.
Das 1986 eröffnete Seniorenstift Schillerhöhe bietet 120 alten Menschen Wohnung und Betreuung.

### Medien
In Marbach erscheint als Tageszeitung die Marbacher Zeitung/Bottwartal Bote. Hauptgesellschafter der Zeitung sind seit 2003 die Stuttgarter Nachrichten, die auch den überregionalen Anteil der Zeitung produzieren. Der Lokalteil des Blatts wird hingegen in Kooperation mit der Ludwigsburger Redaktion der Stuttgarter Zeitung erstellt und erscheint zugleich in der Marbacher Ausgabe der Stuttgarter Zeitung (Kopfblatt). Der Lokalteil ist auch Amtsblatt der Stadt Marbach und Mitteilungsblatt des Landkreises Ludwigsburg. Marbach liegt außerdem im Verbreitungsgebiet der Ludwigsburger Kreiszeitung, die ebenfalls über das örtliche Geschehen berichtet.
Die Marbacher Zeitung erschien erstmals 1845, wobei sie bis 1925 den Namen Der Postillon trug. Auf Anweisung des nationalsozialistischen Regimes wurde sie mit den anderen Zeitungen im Kreis Marbach, dem Bottwartalboten und dem Schozachtäler, zusammengeschlossen und 1936/37 in NS-Kreiszeitung umbenannt, was jedoch wegen der Aufgabe des Kreissitzes wieder rückgängig gemacht wurde. 1941 musste die Zeitung ihren Betrieb kriegsbedingt einstellen und konnte diesen 1949 wieder aufnehmen.

### Gartenschau 2033
Im Dezember 2020 informierte das Ministerium für Ländlichen Raum und Verbraucherschutz die Gemeinden Benningen und Marbach über die Zusage für die gemeinsame Gartenschau 2033.

### Wirtschaft
Sozialversicherungspflichtig Beschäftigte am Arbeitsort Marbach sind es Stand 30. Juni 2021 insgesamt 3528 Personen, sozialversicherungspflichtig Beschäftigte am Wohnort Marbach 6745, Berufseinpendler über die Gemeindegrenzen sind es 2614, Berufsauspendler über die Gemeindegrenzen 5835. Von diesen zählen 24,7 % zum Handel-, Verkehr- und Gastgewerbe und 38,9 % zu sonstigen Dienstleistungen. Zu einem regelrechten Industriestandort konnte sich Marbach nicht entwickeln, es dominieren Betriebe des Mittelstands. Tradition haben Holzverarbeitung, Möbel- und Lederindustrie. Viele Gewerbebetriebe sind entlang der Bahnlinie im Osten der Kernstadt angesiedelt. Jüngeren Datums ist das Gewerbegebiet beim Kraftwerksgelände.
Größere Betriebe am Ort sind u. a. die BBP Kunststoffwerk Marbach Baier GmbH, ein Unternehmen mit Sitz in Marbach, das in der Kunststoff-Verarbeitung tätig ist und 500 Mitarbeiter an verschiedenen Standorten beschäftigt, sowie der Spannmittelhersteller Hainbuch GmbH. Der Sitz des Unternehmens EgeTrans befindet sich ebenfalls in Marbach. Im Jahr 2012 wurde mit der Planung eines Bürogebäudes für die Firma EgeTrans am Neckarufer begonnen, der Einzug erfolgte 2017. Aktuell sind 180 Mitarbeiter in der Marbacher Firmenzentrale beschäftigt, weltweit sind es 204 Mitarbeiter.
Am Ausgang des Weidenbachtals an der Straße nach Kirchberg an der Murr befindet sich ein größerer Steinbruch.
Die Kreissparkasse Ludwigsburg betreibt im Stadtgebiet vier Filialen und zwei SB-Filialen. Marbach ist eine Filialdirektion, Benningen, Erdmannhausen und Affalterbach gehören dazu, ebenso hat die Versicherungsabteilung ihren Sitz hier vor Ort.
Marbach gehört zur Regionaldirektion Mitte mit 16 Filialen.
Mit dem Stadtmarketingverein Schillerstadt Marbach e. V. und der Interessengemeinschaft der Selbständigen Marbach zwei Organisationen, die sich für die Interessen der Händler und Selbstständigen einsetzen.

### Kraftwerk Marbach

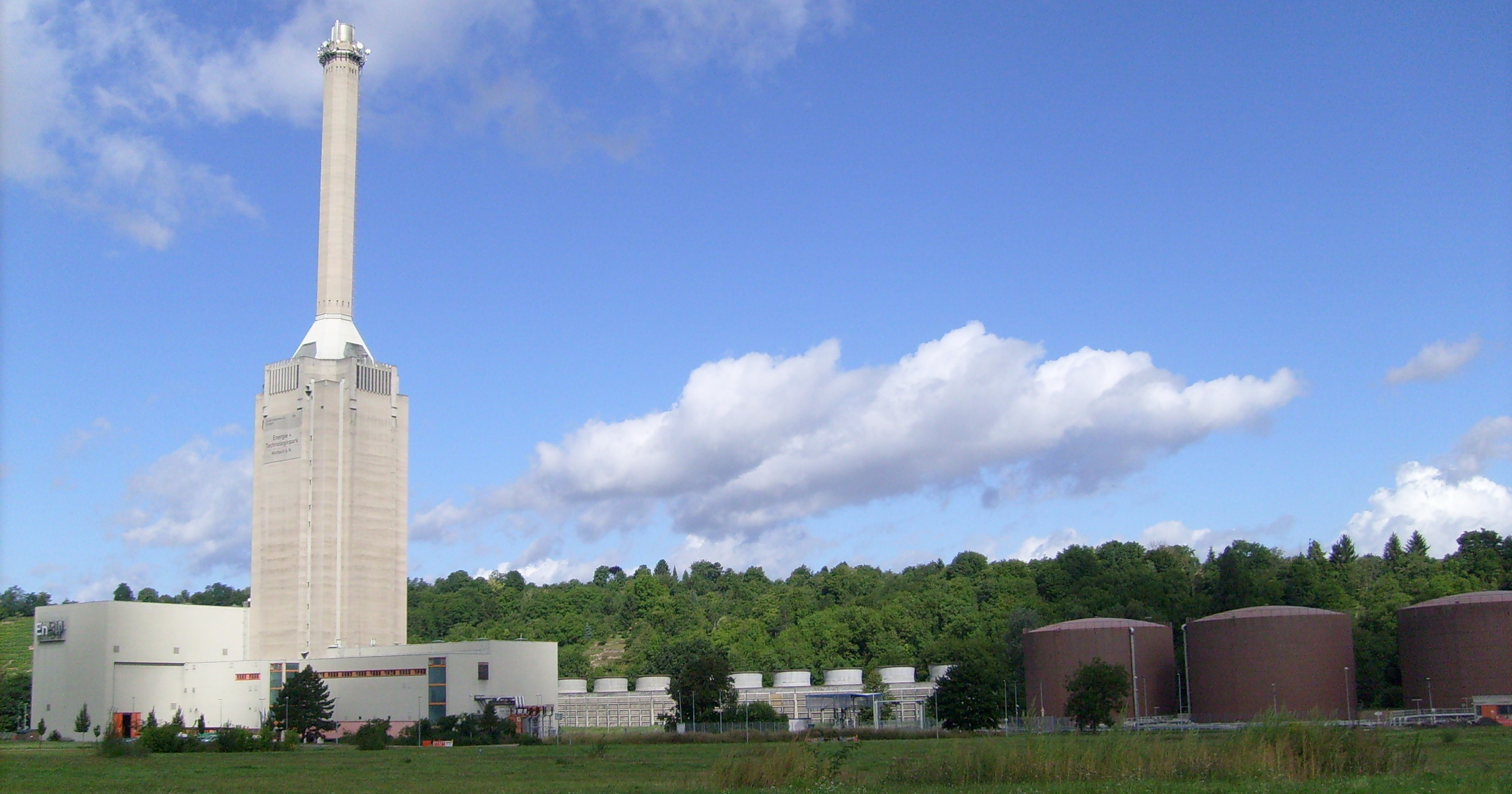
Kraftwerk Marbach III

Zweieinhalb Kilometer stromaufwärts von Marbach befindet sich ein Gewerbegelände, der sogenannte Energie- und Technologiepark Marbach am Neckar. Auf diesem Gelände sind noch drei von ehemals vier Kraftwerken in Betrieb, die einst größter Arbeitgeber in Marbach waren:
- Das Laufwasserkraftwerk an der Staustufe wurde 1938 bis 1941 als Ersatz für das erste Marbacher Kraftwerk gebaut, das noch unterhalb der Marbacher Altstadt steht. Es ist mit zwei Kaplan-Turbinen ausgestattet und hat drei MW Gesamtleistung. Betreiber waren zunächst die Technischen Werke der Stadt Stuttgart (TWS). Diese gingen 1997 in den Neckarwerken Stuttgart (NWS) auf. Letztere wurden 2003 von der EnBW übernommen.
- Das kohlebefeuerte Dampfkraftwerk wurde zusammen mit dem Laufwasserkraftwerk erbaut und von der Energie-Versorgung Schwaben (EVS), seit 1997 Teil der EnBW, betrieben. Das Kraftwerk wurde 1952 fertiggestellt, nachdem bereits 1941 die erste Ausbaustufe eröffnet worden war, und war mit 100 MW das erste Großkraftwerk Württembergs. Dieser Block I wurde 1981 stillgelegt; bereits vorher war er nur noch Kaltreserve gewesen. Die verbliebenen Anlagen stehen unter Denkmalschutz.
- 1970 wurde das mit schwerem Heizöl befeuerte Gasturbinenkraftwerk Marbach II in Betrieb genommen. Diese Anlage mit 130 MW Leistung erzeugt nur noch Spitzenlast und stellt Minutenreserve zur Verfügung.
- 1974 wurde das ursprünglich als Mittellastkraftwerk konzipierte ebenfalls mit schwerem Heizöl befeuerte Gas-und-Dampf-Kombikraftwerk Marbach III in Betrieb genommen. 1998 wurde der Dampfteil des wegen der Ölkrisen nur noch zur Spitzenlasterzeugung genutzten Kraftwerks außer Betrieb genommen und konserviert, der Block damit wie Block II nur noch als Gasturbinenkraftwerk betrieben. Zum 1. Januar 2005 wurde der Dampfteil jedoch reaktiviert. Seither dient Block III mit seinen 265 MW wieder in etwas größerem Umfang der Stromerzeugung. Er ist mit seinem 160 Meter hohen Kamin trotz der Lage in einem engen Taleinschnitt weithin sichtbar. Am Gebäude werden gelegentlich Rettungsmaßnahmen geübt.

Insgesamt verfügen die noch betriebenen thermischen Blöcke Marbach II und III über eine Leistung von 395 Megawatt. Das Kraftwerk gehört zur Sicherheitsreserve und muss daher ständig betriebsbereit sein. Innerhalb der EnBW ist es organisatorisch dem Standort Heilbronn zugeordnet.
Im Jahr 2000 wurde auf dem Kraftwerksgelände ein 17 Hektar großer Gewerbepark eingerichtet, auf dem sich verschiedene Betriebe angesiedelt haben. Der Versuch, ein Brennstoffzellen-Kraftwerk anzusiedeln, scheiterte. Mit der entsprechenden Änderung des Flächennutzungsplanes wurden 21 ha Kraftwerkserweiterungsfläche westlich des Kraftwerks auf 1,5 ha reduziert. Mittlerweile wurde jedoch für ein im Zusammenhang mit der zu errichtenden Süddeutschen Erdgasleitung langfristig ins Auge gefasstes neues Erdgaskraftwerk in Marbach durch die EnBW wieder eine so genannte strategische Standortsicherung durch eine größere Kraftwerkserweiterungsfläche beantragt.
Das erste Marbacher Kraftwerk wurde 1900 im ehemaligen Mühlenviertel unterhalb der Altstadt erbaut. Errichtet wurde es durch die Stadt Stuttgart, die hier Strom erzeugte; erst ab 1906 erhielt auch Marbach selbst Strom daraus. Dieses Laufwasserkraftwerk bezog sein Wasser aus dem damals noch existierenden Mühlkanal, war mit vier Francis-Turbinen ausgestattet und lieferte 800 kW Leistung. Durch Verlegung des Neckars im Jahr 1938 wurde diesem Kraftwerk die Grundlage entzogen, so dass es am 1. Oktober 1938 stillgelegt wurde. Das Kraftwerksgebäude existiert noch, im Bett des ehemaligen Mühlkanals verläuft heute die Umgehungsstraße.

### Landwirtschaft und Weinbau
Die Landwirtschaftsfläche beträgt im Marbacher Stadtgebiet 1029 Hektar und damit 57 % der Markungsfläche (Stand 2005). Von diesen sind 694 ha Ackerland, 142 ha Dauergrünland, 51 ha Obstanlagen und 34 ha Rebland.
Der Weinbau wird durch zwei Genossenschaften koordiniert. Die Weinbaugenossenschaft Marbach und Umgebung eG hat etwa 300 Mitglieder in Marbach sowie den umliegenden Orten Affalterbach, Beihingen, Benningen, Erdmannhausen, Hoheneck, Murr, Neckarweihingen und Poppenweiler. Die Anbaufläche der Genossenschaft beträgt 74 ha, von denen 70 % mit Trollinger-Reben bebaut sind. Die Weingärtner im Ortsteil Rielingshausen sind hingegen in der Weingärtnergenossenschaft Unteres Murrtal eG organisiert, zu der auch Kirchberg an der Murr und Steinheim an der Murr gehören. Die 100 Mitglieder bebauen rund 31 ha Rebfläche, davon 80 % Rotweinsorten.
Historisch gesehen haben Landwirtschaft und Weinbau in Marbach und seinen Ortsteilen eine lange Tradition. Marbach war bis ins 19. Jahrhundert eine Ackerbürgerstadt, Rielingshausen und Siegelhausen überwiegend bäuerlich geprägt. Ackerbau wurde nach dem Prinzip der Dreifelderwirtschaft betrieben, wobei das Ackerland in drei so genannte Zelgen aufgeteilt war.
1304 wurden erstmals Weinberge auf Marbacher Markung erwähnt; schon die Pflanze, die im ersten erhaltenen Stadtsiegel von 1301 zu sehen ist, stellt wahrscheinlich eine Rebe dar. In späteren Zeiten zogen sich die Weinberge an den Hängen von Neckar, Murr, Strenzelbach und Eichgraben entlang. Im Jahr 1726 wurden in Marbach 1675 Morgen Äcker, 392 Morgen Weinberge und 183 Morgen Wiesen aufgeführt.
Als die Stadt Ende des 19. Jahrhunderts über ihre mittelalterlichen Grenzen hinauswuchs, wurden die landwirtschaftlichen Betriebe aus dem Stadtkern in das Umland ausgesiedelt. Die Weinfläche, die 1872 noch 68 Hektar betrug, nahm zunächst durch Reblaus-Befall, dann durch Missernten und schließlich durch die Einberufung vieler Weingärtner in den Ersten Weltkrieg drastisch auf 16 ha ab und erreichte im Zweiten Weltkrieg mit nur 9 ha einen Tiefstand. Durch den Konzentrationsprozess in der Landwirtschaft, der nach dem Zweiten Weltkrieg eintrat, verlor diese als Beschäftigungszweig an Bedeutung.
Der Landwirtschaftliche Bezirksverein Marbach, der später im heutigen Kreisbauernverband Ludwigsburg aufging, wurde im Jahr 1839 gegründet. 1895 entstand ein Weinbauverein, 1950 die heutige Weinbaugenossenschaft. Die heutige Kelter am südlichen Stadtrand entstand 1970.
Die landwirtschaftliche Entwicklung in Rielingshausen verlief ähnlich der in Marbach. 1769 gab es 825 Morgen Äcker, 176 Morgen Wiesen und 145 Morgen Weinberge. Zwischen 1880 und 1920 ging auch hier der Weinbau zurück, 1934 waren es noch 19 Hektar. Die Weingärtnergenossenschaft wurde 1951 gegründet; die Aussiedlung landwirtschaftlicher Betriebe fand in den 1960er Jahren statt. Die 1350 erstmals erwähnte Kelter, die seit jeher nördlich etwas außerhalb des Ortskerns stand, wurde Anfang der 1990er Jahre renoviert und beherbergt seitdem ein Heimatmuseum.
Siegelhausen ist ein landwirtschaftlich geprägter Weiler geblieben. Bis ins 19. Jahrhundert gab es auch hier eine Kelter und Weinbau.

### Marbach und der Neckar
Die Lage am Neckar in der Nähe der Murrmündung war für Marbachs Verkehrsgeographie und Entstehungsgeschichte von großer Bedeutung. In römischer Zeit waren es diese Faktoren, die zur Anlage des Kastells bei Benningen und der Brücke über den Neckar führten. Jene Brücke trug Jahrhunderte später zur Gründung Marbachs bei (siehe Abschnitt Geschichte). An der Murrmündung befand sich in römischer Zeit eine Schiffsanlegestelle.
Die römerzeitliche Brücke verfiel vermutlich im 9. oder 10. Jahrhundert und wurde nicht ersetzt. Der Verkehr zur anderen Neckarseite wurde im Mittelalter durch eine Fähre aufrechterhalten. Ab dem 16. Jahrhundert gab es zusätzlich eine Neckarbrücke weiter flussabwärts bei Benningen, die von Marbach aus nur durch einen Umweg über das Dorf Murr zu erreichen war.
Die Schifffahrt auf dem Neckar hatte im Mittelalter für Marbach kaum Bedeutung, stattdessen nutzte die Stadt die Wasserkraft zum Betrieb einer Getreidemühle, die unterhalb der Altstadt stand und 1377 erstmals erwähnt wurde. Um diese Mühle betreiben zu können, wurde der Neckar in Höhe des Eichgrabens durch ein Wehr aufgestaut und ein Mühlkanal abgezweigt, dessen Verlauf in etwa der heutigen Umgehungsstraße entsprach. Zwischen dem Wehr und der Einmündung des Strenzelbachs lagen drei Inseln (Fischerwörth, Große Stadtwörth und Mühlwörth), die Kanal und Fluss trennten und auch für Weidezwecke benutzt wurden.
Weitere wirtschaftliche Bedeutung hatte der Fluss durch die Flößerei auf der Murr, deren Rechte die Stadt Mitte des 16. Jahrhunderts erwarb. Das Holz wurde flussabwärts in Richtung Heilbronn geflößt, später auch als Bau- und Heizmaterial nach Ludwigsburg geschickt. Mit dem Bau der Murrbahn im späten 19. Jahrhundert fand die Flößerei ein Ende. Kleinere Bedeutung hatte die Fischerei, die auf Neckar und Murr bis ins 19. Jahrhundert betrieben wurde.
Im Jahr 1847 wurde eine Brücke über den Unterlauf der Murr gebaut, um den Weg zur Benninger Brücke abzukürzen. Dadurch verlor die Marbacher Fähre an Bedeutung und stellte den Betrieb ein. Von 1877 bis 1879 entstand bei Marbach selbst wieder eine Brücke über den Neckar, jedoch für die Eisenbahn. Das Marbacher Neckarviadukt überquert den Fluss in 28 Metern Höhe und ist 355 Meter lang.
Im 19. Jahrhundert wurden noch weitere Mühlen am Neckar errichtet, so eine Sägmühle, eine Ölmühle und eine Farbholzmühle. Ab 1891 kaufte die Stadt Stuttgart die Marbacher Wasserrechte und die Mühlen auf. Diese wurden abgerissen und an ihrer Stelle das erste Marbacher Wasserkraftwerk gebaut (siehe Abschnitt Kraftwerk Marbach).

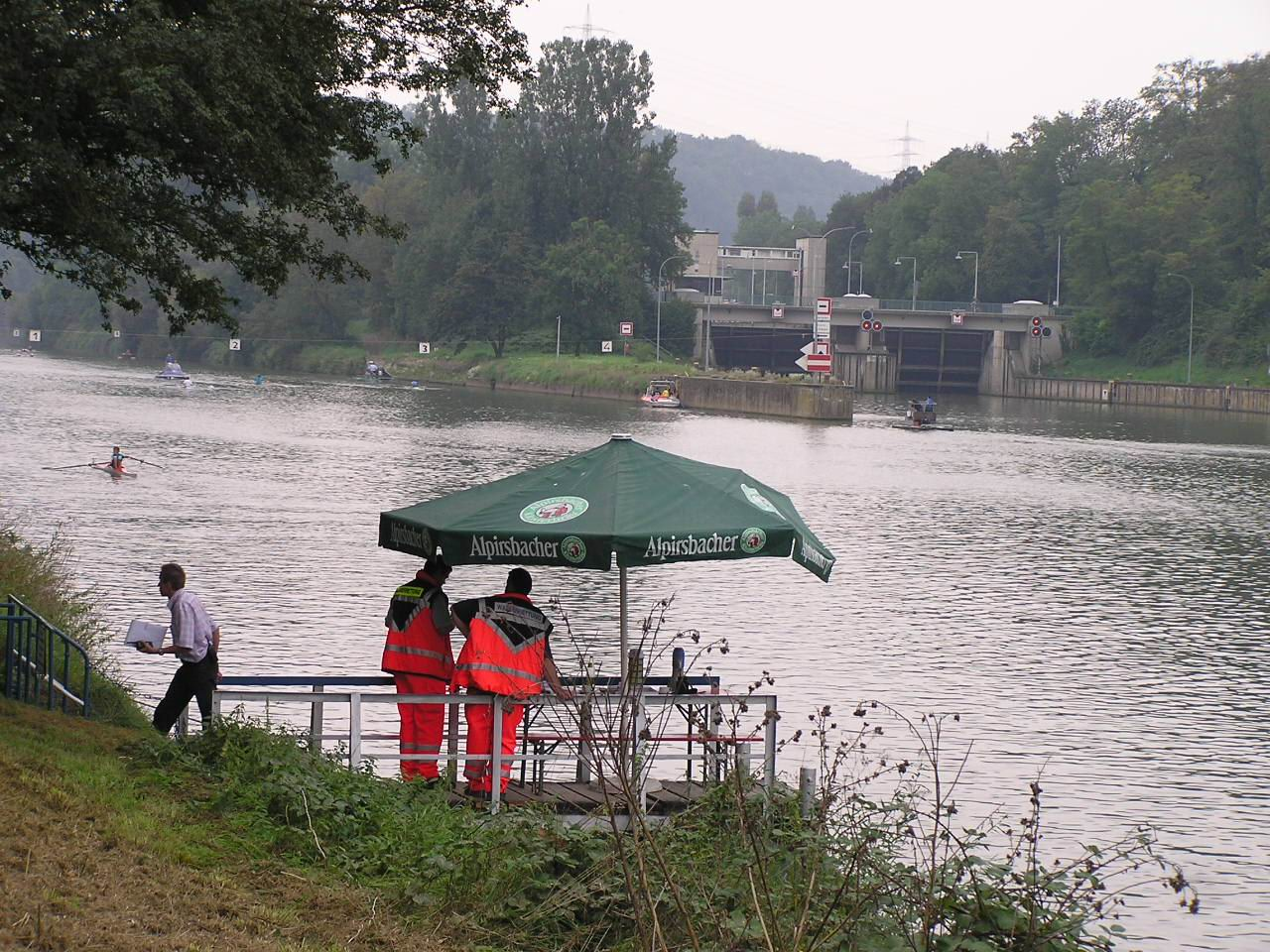
Schleuse bei Marbach am Neckar

In den 1930er Jahren wurde die Schiffbarmachung des Neckars in Angriff genommen. Im Zuge dessen wurde 1938 das Wehr aufgegeben und der Mühlkanal zugeschüttet, wodurch die Inseln zu Festland wurden. Außerdem begann der Bau eines neuen Kraftwerks sowie der Schleuse Marbach weiter flussaufwärts. Hierbei entstand für den Seitenkanal Marbach eine neue, weiter südlich gelegene Neckarinsel. Um die notwendige Aufstauung des Flusses zu erreichen, wurde im Zuge dieser Baumaßnahmen auch das Stauwehr Marbach geplant und errichtet. Infolge des Zweiten Weltkriegs konnten die Baumaßnahmen aber erst in den 1950er Jahren fertiggestellt werden; die Schifffahrtsstraße wurde im Marbacher Abschnitt 1955 eröffnet. 1954 wurde im Verlauf des alten Mühlkanals die Umgehungsstraße gebaut, nachdem der Durchgangsverkehr in Nord-Süd-Richtung vorher durch die Altstadt verlaufen war.
Da am Ende des Zweiten Weltkriegs das Marbacher Eisenbahnviadukt gesprengt worden war, mussten die auswärts arbeitenden Marbacher täglich zum Eisenbahn-Haltepunkt in Benningen und abends wieder zurück laufen. Um den Weg zu verkürzen, wurde ein Fußgängersteg über den Neckar errichtet, der noch besteht. Das Viadukt selbst wurde im November 1947 wieder für den Verkehr freigegeben.
Die Breite des Neckars variiert bei Marbach zwischen 40 Metern (am Fußgängersteg) und etwa 100 Metern (in der Nähe der Schleuse).

### Versorgung und Entsorgung
Die Stromversorgung in Marbach wurde 1906 aufgenommen. In der Kernstadt wird das Stromnetz von der EnBW Regional AG betrieben, im Stadtteil Rielingshausen von der Syna GmbH.
1928 wurde eine Gasversorgung eingerichtet. Die Gasversorgung besteht nur in der Kernstadt, betrieben durch die Stadtwerke Ludwigsburg-Kornwestheim GmbH.
Im Jahr 1896 wurde ein Wasserwerk errichtet und die ersten Wasserleitungen verlegt. Mit der Industrialisierung stieg der Wasserbedarf zu Beginn des 20. Jahrhunderts an, neue Wasserbehälter wurden gebaut und Quellfassungen außerhalb der Stadt erschlossen. Nach 1945 wurden im Neckartal zwei Brunnen gebohrt. 1969 erfolgte der Anschluss an die Landeswasserversorgung. Mittlerweile bezieht die Stadt ihr Trinkwasser ausschließlich von der Landeswasserversorgung.
Der Zweckverband Gruppenklärwerk Häldenmühle ist zuständig für die Wasserreinigung in der Stadt Marbach sowie für Murr, Steinheim, Großbottwar, Erdmannhausen und Benningen.
Die Abfallentsorgung wird von der Abfallverwertungsgesellschaft des Landkreises Ludwigsburg mbH (AVL) übernommen, einer 100%igen Tochtergesellschaft des Landkreises Ludwigsburg. Die AVL ist beauftragt, die Aufgaben zur Vermeidung, Verwertung und Beseitigung von Abfällen im Auftrag des Landkreises Ludwigsburg zu erfüllen.

## Persönlichkeiten

### Ehrenbürger
Folgende Personen erhielten durch die Stadt Marbach am Neckar zu Lebzeiten das Ehrenbürgerrecht:
- Karl von Schiller sowie dessen Ehefrau Luise geb. Locher und deren Sohn Friedrich von Schiller (kostenlose Aufnahme in das Bürgerrecht 1833)
- die Ehefrau des Letztgenannten, Mathilde von Schiller, geborene von Alberti (kostenlose Aufnahme in das Bürgerrecht 1856)
- Johann Georg Fischer (1883), Dichter, wirkte an der Realanstalt in Stuttgart
- Friedrich Schwandner (1888), Oberamtsarzt
- Kilian von Steiner (1901), Direktor der Württembergischen Vereinsbank in Stuttgart, maßgeblicher Förderer des Schiller-Nationalmuseums
- Otto von Güntter (1909), Geheimer Hofrat, Direktor des Schiller-Nationalmuseums
- Hermann Föhr (1909), Medizinalrat, Oberamtsarzt[34]
- Paul von Hindenburg (1933), Reichspräsident
- Adolf Hitler (1933), Reichskanzler (aberkannt am 22. Juli 2010, obwohl die Ehrenbürgerwürde ohnehin mit dem Tod erlischt)[35]
- Oskar Jenner (1968), Fabrikant (Ehrenbürger Rielingshausens)
- Hermann Zanker (1973), Altbürgermeister
- Bernhard Zeller (1985), Direktor des Schiller-Nationalmuseums
- Heinz Georg Keppler (1997), Altbürgermeister
- Herbert Pötzsch (2013), Altbürgermeister

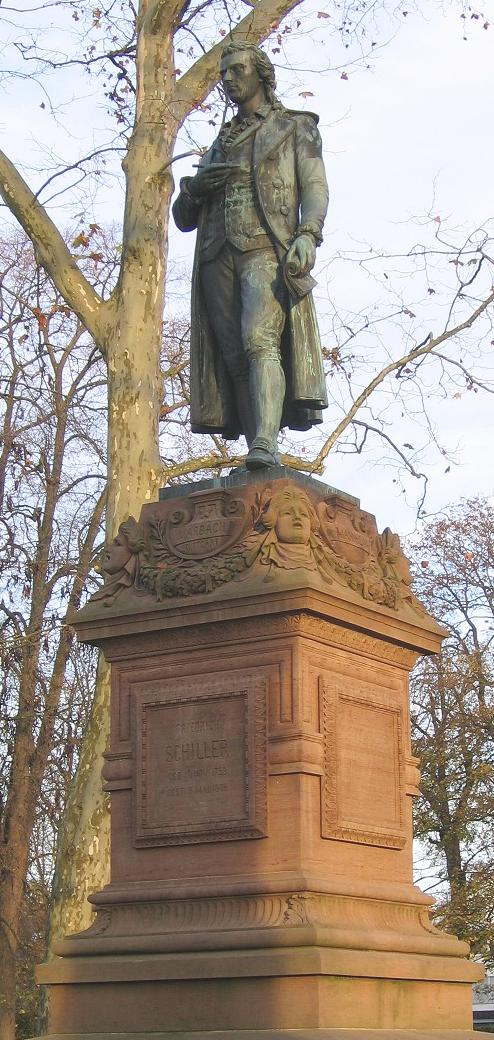
Schiller-Denkmal

### Söhne und Töchter der Stadt
- Alexander Seitz (um 1473 bis um 1544), Mediziner, Revolutionär und Dramatiker
- Anastasius Demler (1520–1591), Jurist
- Wilhelm Holder (1542–1609), lutherischer Theologe, Abt von Maulbronn
- Philipp Joseph Jenisch (1671–1736), Architekt
- Georg Friedrich Gmelin (1679–1745), Mediziner (Geburtsort unsicher)
- Burkhard David Mauchart (1696–1751), württembergischer Mediziner
- Tobias Mayer (1723–1762), Mathematiker, Physiker und Astronom
- Elisabetha Dorothea Kodweiß (1732–1802), Schillers Mutter
- Friedrich Ferdinand Drück (1754–1807), Philologe
- Christophine Reinwald (1757–1847), Schillers Schwester
- Friedrich Schiller (1759–1805), Dichter
- Carl Urban Keller (1772–1844), Rechtsanwalt, Maler
- Karl Georg von Waechter (1797–1880), Jurist
- Hermann Haffner (1837–1902), Politiker
- Gottfried Traub (1869–1956, geboren in Rielingshausen), Theologe und Politiker (DNVP)
- Viktor Ernst (1871–1933), Historiker
- Karl Konrad Gutekunst (1876–1951), württembergischer Oberamtmann
- Wilhelm Ernst (1885–1963), württembergischer Oberamtmann
- Felix Haffner (1886–1953), Pharmakologe und Toxikologe
- Eberhard Kautter (1890–unbekannt), Kapitänleutnant der Reichsmarine und Autor
- Karl-Helge Hofstadt (1900–1975), Schauspieler
- Heinrich Dipper (1902–1987), Verwaltungsjurist und Ministerialbeamter
- Hermann Kleinknecht (1907–1960), Philologe
- Helmut Friedrich Lepp (1913–1996), Zahnarzt
- Iring Fetscher (1922–2014), Politologe und Autor
- Rolf Geiger (1934–2023), Fußballspieler und Olympiateilnehmer
- Fritz Aldinger (* 1941), Materialwissenschaftler
- Bernd Fäthke (* 1941), Kunsthistoriker
- Ulrich J. Sekinger (* 1944), Maler und Bildhauer
- Wolfram Sterry (1949–2020), Dermatologe an der Charité
- Ben Siebenrock (1951–2018), Bildhauer
- Wolfgang Ayaß (* 1954), Historiker
- Thilo Weichert (* 1955), Jurist, Datenschutzbeauftragter des Landes Schleswig-Holstein
- Wolfram Scheffler (* 1956), Wirtschaftswissenschaftler
- Kai Sammet (* 1969), Arzt und Medizinhistoriker
- Jörg Wolff (* 1962), Fußballspieler
- Jörg Bergen (* 1966), Fußballspieler und -trainer
- Jochen Arnold (* 1967), Theologe und Kirchenmusiker
- Heike Fink (* 1968), Drehbuchautorin und Filmregisseurin
- Boris von Smercek (* 1968), Schriftsteller
- Joachim Cast (* 1968), Fußballspieler
- Johannes Luithle (* 1968), Theologe
- Martin Weinzettl (* 1969), Kunst- und Architekturhistoriker sowie Museumskurator
- Kathrin Blacha (* 1970), Handballspielerin
- Jens Bogner (* 1970), Schlagersänger
- Hanna Scheibe (* 1973), Schauspielerin
- Sascha Maier (* 1974), Fußballspieler
- Michael Schreitel (* 1974), Kameramann
- Johannes Finke (* 1974), Autor, Verleger und Musiker
- Christoph Glaubacker (* 1974), Schauspieler
- Lars Eckstein (* 1975), Sprach- und Literaturwissenschaftler
- Pia-Luise Aufrecht (* 1977), Springreiterin
- Wolfram Berner (* 1978), Archivar, Historiker und Musiker
- Silvana Santamaria (* 1978), Regisseurin, Drehbuchautorin und Filmproduzentin
- Jessica Tatti (* 1981), Politikerin (Die Linke)
- Phillipp Heyden (* 1988), Basketballspieler

### Sonstige mit der Stadt in Verbindung stehende Persönlichkeiten
- Simon Studion (1543–um 1605), Altertumsforscher, Präzeptor an der Lateinschule Marbach
- Johann Friedrich Richter (1794–1853), Präzeptor an der Lateinschule Marbach
- Ludwig Hofacker (1798–1828), Pfarrer, wirkte in seinen letzten Lebensjahren in Rielingshausen
- Christian Friedrich Kling (1800–1862), Stadtpfarrer und Dekan von Marbach
- Ottilie Wildermuth (1817–1877), Schriftstellerin, verlebte ihre Kindheit und Jugend in Marbach
- Wilhelm Dodel (1850–1934), von 1878 bis 1892 Amtsrichter in Marbach, „schwäbischer Salomo“
- Kurt Pinthus (1886–1975), Schriftsteller und Journalist, verbrachte seine letzten Lebensjahre in Marbach
- Ludwig Greve (1924–1991), Schriftsteller und Bibliothekar
- Reinhard Wolf (* 1950), Geograph, Natur- und Denkmalschützer, Sachbuchautor, lebt in Marbach, Vorstandsmitglied des Schillervereins Marbach
- Dorothee Roth (* 1955), Sprecherin, Sprachtrainerin und Schauspielerin, wuchs in Marbach auf
- Manfred Schnalke (* 1965), Fußballspieler
- Sebastian Voigt (* 1978), Historiker

### Simon Studion

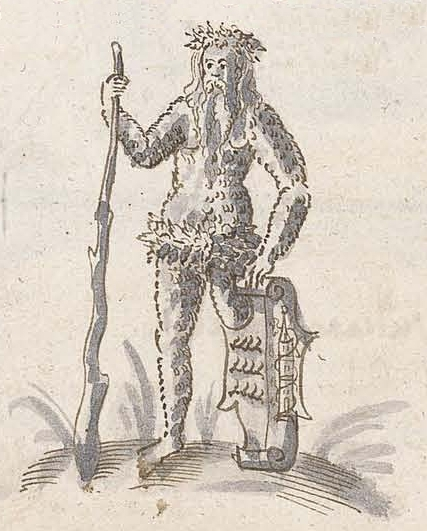
Wilder Mann, Zeichnung von Simon Studion (1597)

Simon Studion (1543–1605?), der „Vater der württembergischen Altertumskunde“, war von 1572 bis 1605 Präzeptor (Oberlehrer) an der Lateinschule in Marbach. 1579 und in den folgenden Jahren entdeckte er in Marbach und Umgebung römische Steindenkmäler. Sieben dieser Altertümer schenkte er Herzog Ludwig von Württemberg, der sie in Stuttgart ausstellte. Sie wurden zum Grundstock der „Königlichen Staatssammlung vaterländischer Kunst- und Altertumsdenkmale“, dem Vorläufer des Württembergischen Landesmuseums.
In einem 1597 erschienenen Manuskript ging Studion auch auf die in Württemberg gefundenen römischen Altertümer ein. An einer Stelle versuchte er, eine Verknüpfung des römischen Göttermythos mit der Geschichte Marbachs nachzuweisen. Der Gott Vulkan habe zunächst Minerva ehelichen wollen, später habe er Venus geheiratet, die ihn mit Mars betrog.
Für diese Fabel gab es nach seiner Meinung Hinweise auf drei Steindenkmälern, die er gefunden hatte. Außerdem hätten die Mart-bachenses (= Marbacher) Bacchus besonders verehrt, wie auf dem Marbacher Zwölfgötterrelief zu erkennen sei und wie der Name der Stadt verrate, der sich aus „Mars“ und „Bacchus“ zusammensetze. Diese Zusammenhänge hätten die „Martbachenses“ selbst im Bild des Wilden Mannes „elegant zum Ausdruck gebracht“, für Studion ein Zwitter aus Mars und Bacchus, ausgestattet mit der Keule des Kriegsgotts und den Reben des Weingotts.
Der Ludwigsburger Altphilologe Eberhard Kulf urteilte 1988 milde über Studions phantastische Spekulationen: „Über diese Art, mit dem antiken Mythos umzugehen und ihn durch die Weihesteine bestätigt zu sehen, können wir uns heute nur höchlichst wundern. Studions Zeitgenossen haben diese Argumentation vermutlich als einleuchtend empfunden.“

## Sonstiges
- Studenten aus Marbach stifteten 1849 die Tübinger Studentenverbindung Landsmannschaft Schottland.
- Der 1905 entdeckte Asteroid Marbachia wurde nach der Stadt Marbach am Neckar benannt.